# Valle del Vomano
La valle del Vomano (popolarmente denominata val Vomano) è una vasta valle fluviale che si estende longitudinalmente nella parte settentrionale dell'Abruzzo, tra le province di L'Aquila e Teramo, lungo il percorso del fiume Vomano: si distingue nei tre tratti dell'alto, medio e basso Vomano.

## Geografia

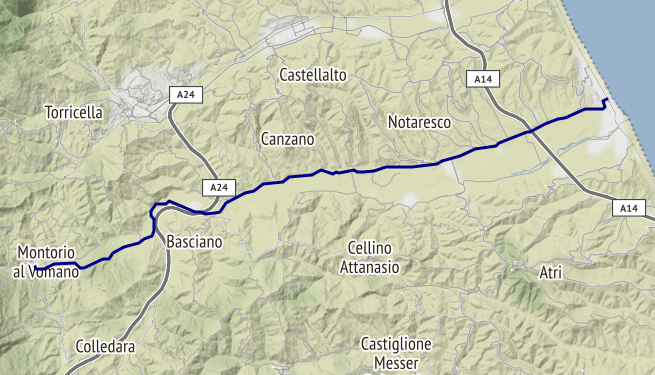
La strada statale 150 della Valle del Vomano, del medio e basso corso della valle, nascente al termine della strada statale 80 del Gran Sasso d'Italia

La valle viene morfologicamente distinta nei tre tratti dell'alto, medio e basso Vomano. L'alto Vomano — compreso per una piccola parte nella provincia dell'Aquila — ricade nel vasto territorio del Parco nazionale del Gran Sasso e Monti della Laga, essendo stretto tra i due massicci posti rispettivamente a sud e a nord del bacino fluviale, mentre ad ovest lambisce la riserva naturale del Lago di Campotosto. Sino a Montorio al Vomano la valle è inoltre costeggiata dalla strada statale 80 del Gran Sasso d'Italia e caratterizzata dalla presenza di centrali idroelettriche.
La media e la bassa valle del Vomano si estendono interamente in provincia di Teramo lungo la parte terminale del corso del fiume e sono attraversate dalla strada statale 150 della Valle del Vomano che consente il collegamento tra Montorio al Vomano e Roseto degli Abruzzi. In questo tratto il bacino fluviale si allarga consistentemente, arrivando a confinare con la valle del Tordino a nord e la valle del Piomba a sud. La valle termina alla foce del fiume, situata tra i territori di Roseto degli Abruzzi e Pineto.

### Centri abitati
I principali centri abitati ricadenti nella valle, o sul perimetro della stessa, sono i seguenti (in ordine da monte verso valle):

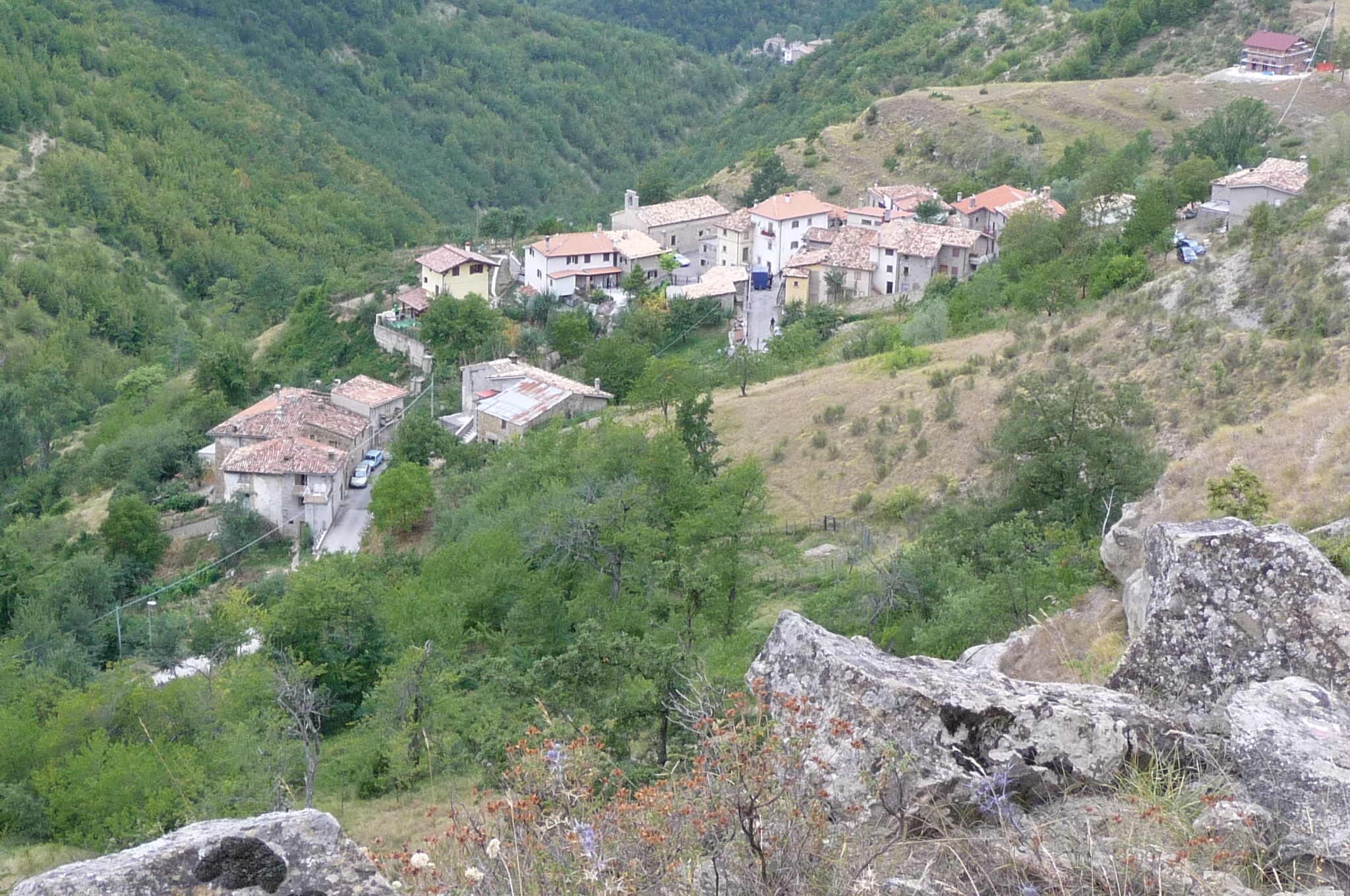
Crognaleto

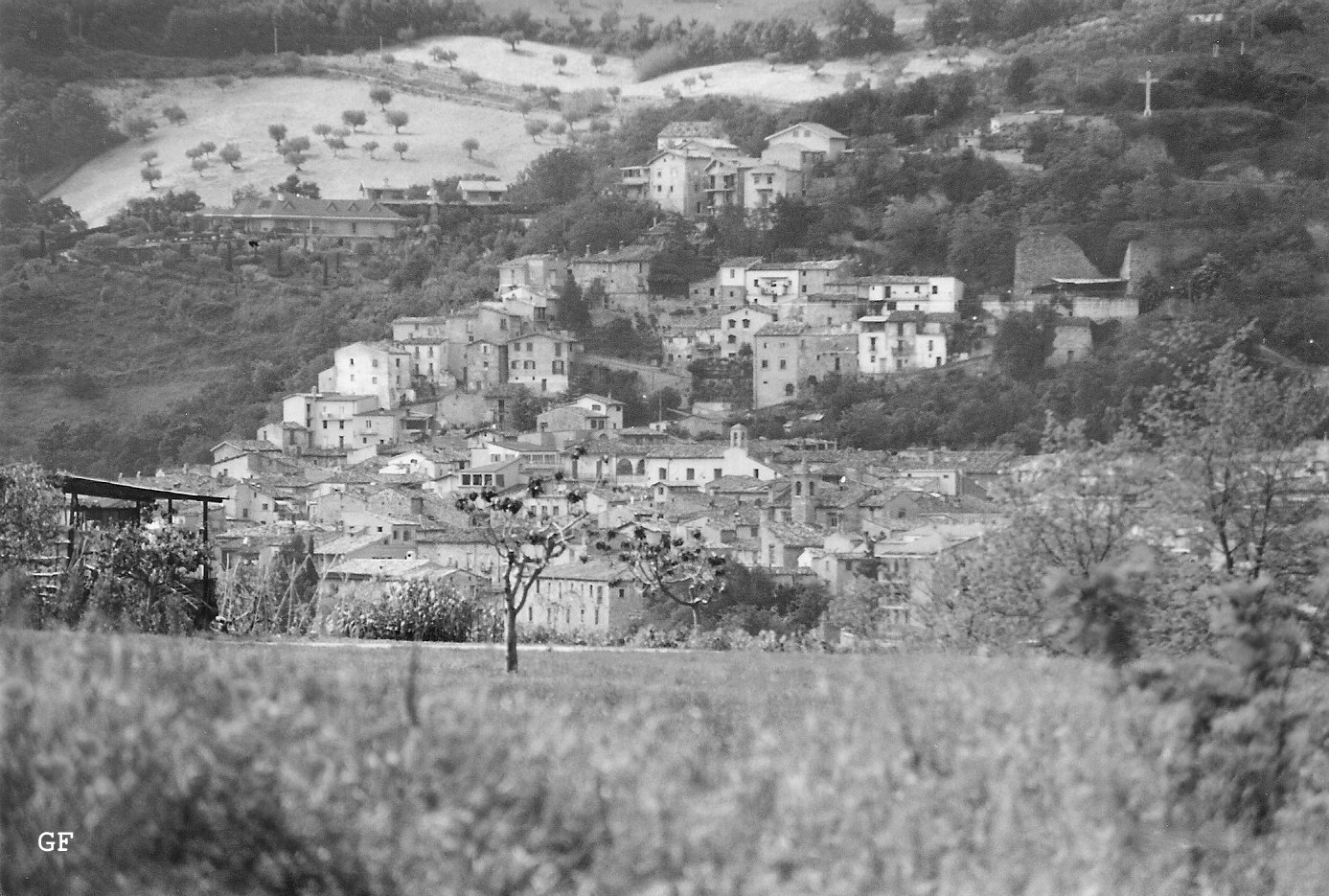
Montorio al Vomano

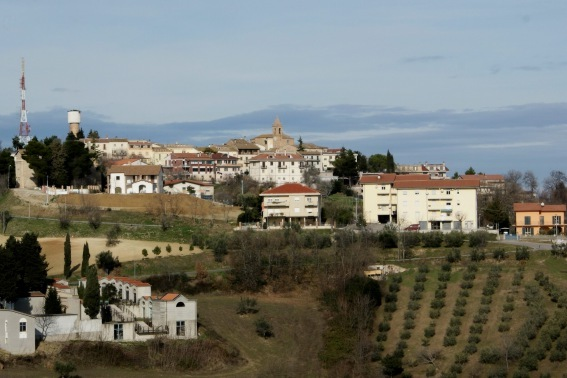
Castellalto

- Ortolano (Campotosto)
- Crognaleto
- Fano Adriano
- Montorio al Vomano
- Basciano
- Penna Sant'Andrea
- Val Vomano
- Villa Vomano
- Canzano
- Castellalto
- Castelnuovo Vomano
- Castelbasso
- Cermignano
- Guardia Vomano
- Cellino Attanasio
- Morro d'Oro
- Notaresco
- Atri
- Roseto degli Abruzzi
- Scerne
- Pineto

## Descrizione
L'alto Vomano ricade nel vasto territorio del Parco nazionale del Gran Sasso e Monti della Laga, stretto tra i due massicci del Gran Sasso posti rispettivamente a sud e a nord del bacino fluviale. Fino a Montorio al Vomano la valle è costeggiata dalla strada statale 80 del Gran Sasso, e caratterizzata dalla presenza di centrali idroelettriche. L'economia della valle è agricola e industriale, vi sono dislocate tre centrali idroelettriche dell'Enel con relativi invasi artificiali, la Centrale idroelettrica di Provvidenza a Campotosto, la centrale di Piaganini e la Centrale "Ignazio Silone" ex San Giacomo, a Fano Adriano.
La vallata era attraversata dalla romana via Cecilia, una diramazione della consolare via Salaria, che valicando il Passo delle Capannelle sul Gran Sasso, proseguiva verso Roma, passando per Amiternum (L'Aquila), e verso l'Adriatico attraversava Interamnia (Teramo) e poi Hadria (Atri), giungendo al mare di Castrum Novum (Giulianova). Il termine di questa valle è più a sud di Giulianova, tra Roseto e Pineto, dove sfocia il fiume.

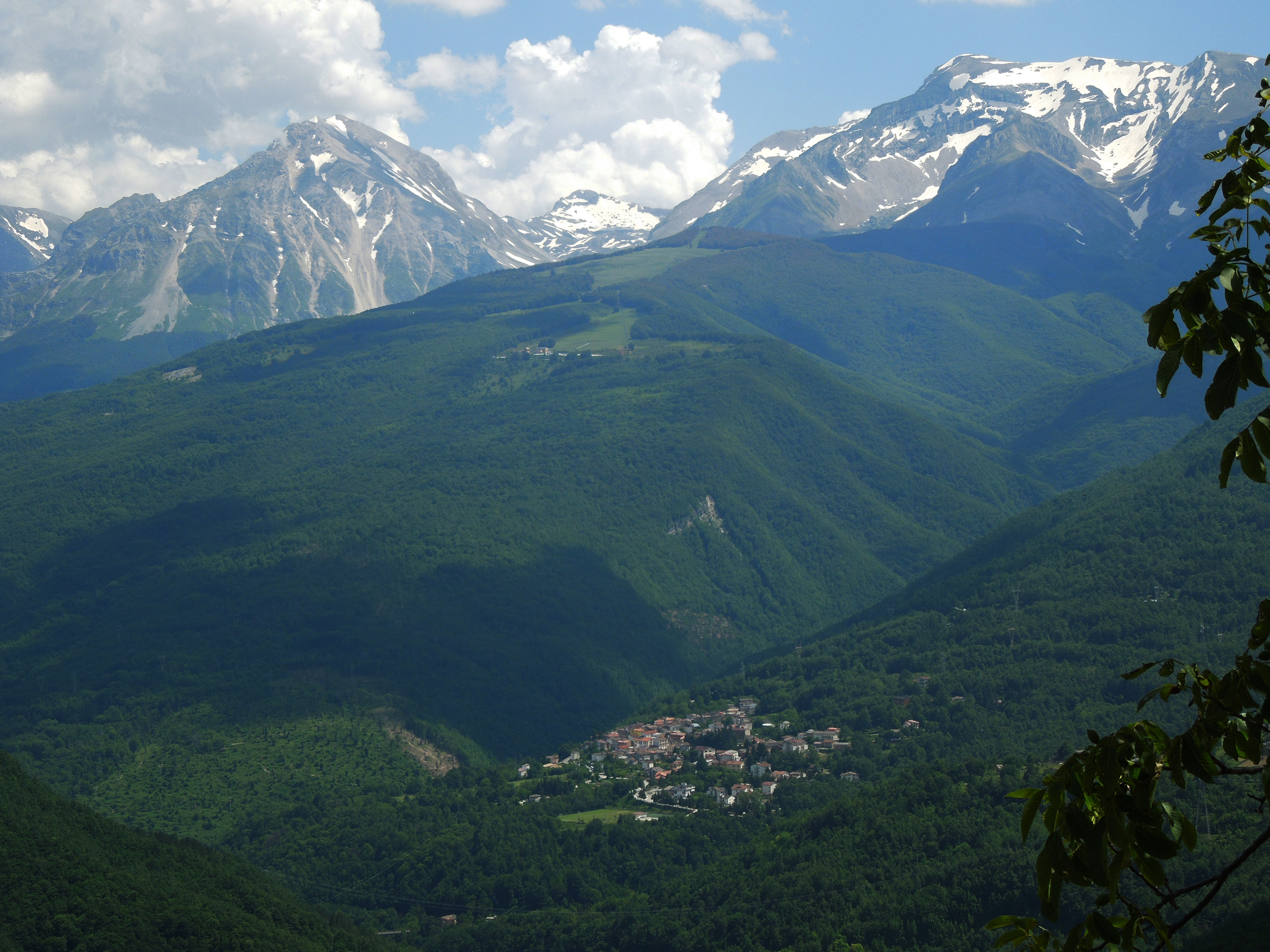
Nerito di Crognaleto

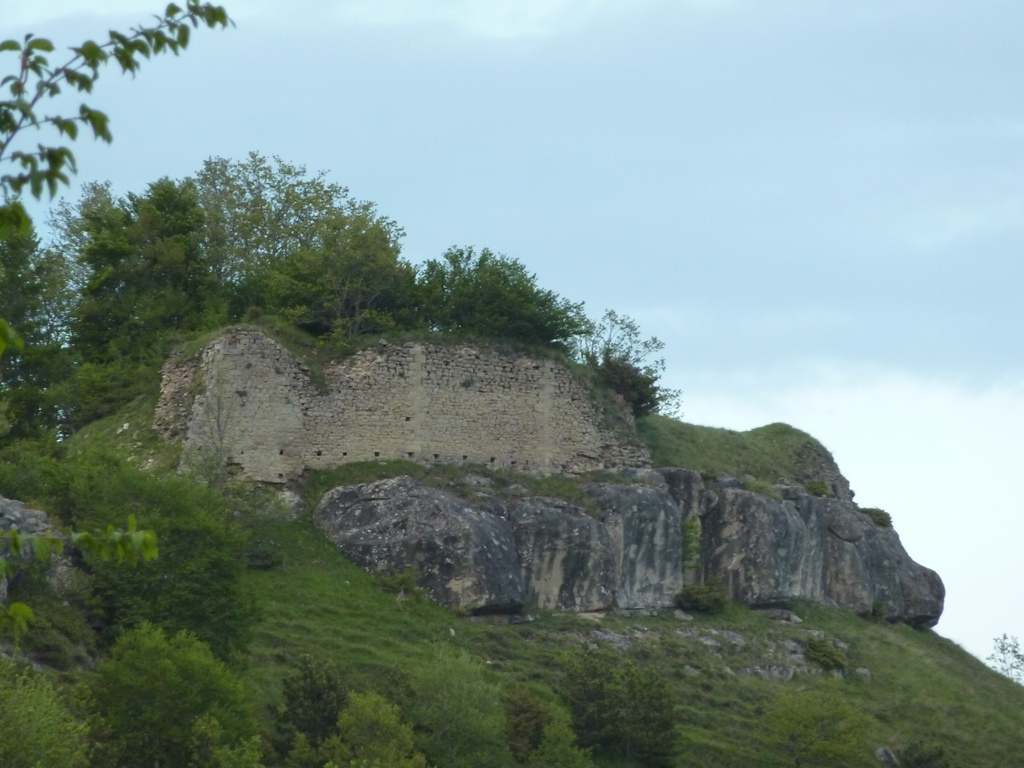
Ruderi di Rocca Roseto, Crognaleto

### Da Crognaleto a Colle della Pietra
Partendo da Crognaleto si va verso la Valle Vaccaro-Cervaro, percorrendo la discesa della strada provinciale 45, si oltrepassa il bivio di Valle Vaccaro e si prosegue sino al borgo di Cervaro; si oltrepassa il bivio per Frattoli, e si sale a Cesacastina. Arrivati al paese, si gira sulla destra dietro una scuola, dove inizia la strada sterrata; si sale sino al pianoro di Prati delle Macchie, dove si trova uno storico stazzo del tratturo; si prosegue verso il bosco per arrivare a Colle della Pietra, sino al bivio per Altovia, il paese è a 1183 m., poi si procede per la discesa sino al bivio della strada provinciale 45, e si svolta in direzione San Giorgio-Crognaleto.

### Da Nerito a Tottea
Dalla piazza della chiesa madre di Nerito, si prosegue per la strada che attraversa le svolte del paese, si prende una stradina in salita, e inizia il sentiero pianeggiante, entrando nel bosco di faggi e querce di Colle Luzio, sino ad arrivare al borgo di Paladini (807 m) sulla strada statale 80.
Oltrepassando la Foresteria Locanda del Cervo, si attraverso il Vomano sul ponte della statale, e poi si svolta a destra lungo la vecchia strada sterrata per il paese di Tottea. Superata la zona ripida e rocciosa si prosegue in pianura sino alla piazzola di ingresso di Tottea, dove si trova un altare sacro alla Madonna, ricavato dalla roccia. Il percorso è caratterizzato da scorci panoramici che si aprono sui Monti della Laga e la valle del medio Vomano, percorrendo in discesa la valle del Torrente Rocchetta, si ammira la distesa faggeta inframmezzata da esemplari di abete bianco, tasso e agrifoglio. Seguendo alcuni fossi del torrente Rocchetta, si arriva a percorrere una comoda pista per superare il fosso Nerito e giungere alla frazione omonima.

### Dalla Val Vomano al Gran Sasso
Il percorso inizia da Montorio, caratteristico centro storico con la chiesa madre di San Rocco, due monasteri, uno dei Cappuccini e un altro dei padri Zoccolanti, e il palazzo marchesale sulla piazza. La strada porta verso il ghiacciaio del Calderone, e si entra nel borgo di Pietracamela, detto "paese della roccia", un centro storico reso unico dalle viuzze, dalle abitazioni in conci irregolari, e le chiese romaniche, come quella di San Rocco e quella madre di San Giovanni. Oltre Pietracamela, il sentiero sale sino ad arrivare ai Prati di Tivo, e alla cabinovia "La Madonnina".
Il secondo itinerario è quello che conduce ai Monti della Laga, attraverso la statale 80, detta "Strada Maestra del Parco"; tra i verdi altipiani e i boschi rigogliosi, si scoprono il folklore e le tradizioni dei paesetti locali, come Senarica, Poggio Umbricchio, Macchia Vomano e Crognaleto, la frazione maggiore di questo comune sparso. Di interesse le varie chiese romanico-rinascimentali, come la chiesa di San Silvestro, dell'Assunta, di Santa Caterina, e il tempietto della Madonna della Tibia.

### Tra la val Vomano e la valle del Tordino: la via Cecilia
È uno dei tratti più interessanti della valle del Tordino. Si parte da Padula frazione di Cortino (932 m), immersa nei boschi dei Monti della Laga; nei pressi del vecchio mulino si imbocca il sentiero Italia lungo la tappa del Ceppo, e si raggiunge Ponte Flammagno; facendo una deviazione si arriva qlle cascate di Cantagalli, in cui il fosso della Cavata confluisce nel fiume Tordino. Si raggiunge infine la radura delle Macere (1140 m) e attraversando il fosso della Cavata su ponticello di ferro, si raggiunge la strada sterrata che guarda verso il Tordino, attraverso cui si scende a Padula,

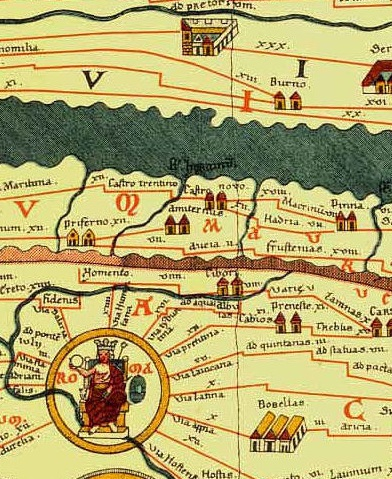
Veduta di Castrum Novum nella Tabula Peutingeriana

Il percorso verso Teramo segue l'antico tracciato romano della via Cecilia, realizzata nel 293 a.C. quando ci fu la conquista del territorio Sabino e dei Pretuziano, ottenuta con una campagna militare condotta dal console Manio Curio Dentato. L'assorbimento del territorio dei Pretuzi fu conseguito mediante le fondazioni della colonia latina Hatria (Atri) e Castrum Novum (Giulianova) nel 268-84 a.C.

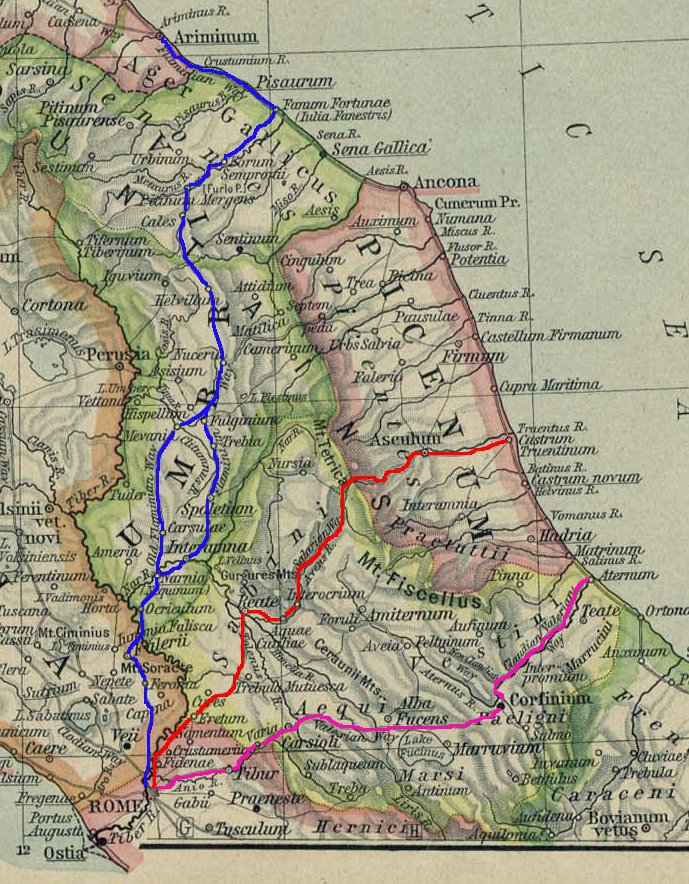
Il percorso della Via Salaria, in.
Sono mostrate anche la via Flaminia (in) e la via Tiburtina Valeria (in)

Le fondazioni coloniali romane prevedevano la creazione o sistemazione di assi viari preesistenti, che potessero garantire un controllo diretto di Roma sul nuovo territorio occupato; questa necessità probabilmente nacque anche dallo sfruttamento delle saline adriatiche, nel momento in cui le saline di Ostia non potevano più essere sufficienti al fabbisogno del nuovo stato romano in espansione. Nel primo tratto la via Cecilia ricalcava la già precedente via Salaria raggiungendo Interocrium (Antrodoco), da qui se ne distaccava e proseguiva verso Amiternum (L'Aquila), per poi risalire verso l'Appennino nel valico delle Capannelle. Presso l'antico abitato dell'attuale Poggio Umbricchio, cadeva il miliari CIII, proseguiva sino al paese di Montorio. La Cecilia, continuava da qui un doppio itinerario in funzione delle due colonie adriatiche, un asse attraverso Valle San Giovanni, miliario CXIII, raggiungeva Interamnia (Teramo) e poi proseguiva loungo il basso Tordino sino a Castrum Novum; invece il secondo braccio seguiva il Vomano e raggiungeva Hatria.
Montorio

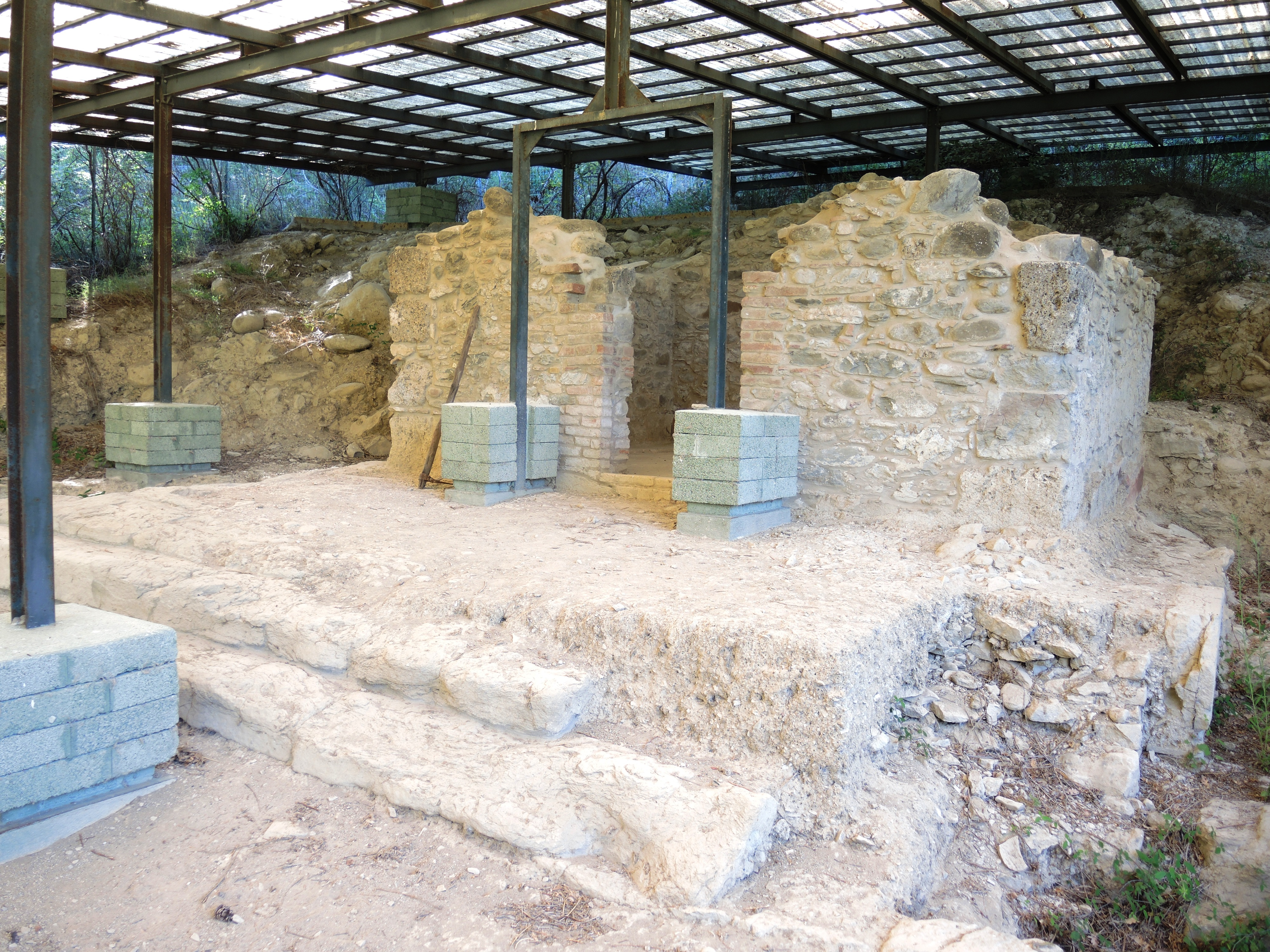
Tempio romano di Ercole a Montorio

Lungo il fiume Vomano, si trovava il tempio di Ercole, in posizione superiore e distaccata dall'attuale centro storico di Montorio. Notevole importanza storico-archeologica riveste questo tempio, scoperto nel 1865, della struttura si conservano resti cospicui della cella con pavimento mosaicato, realizzato in opus tessellatum con tessere di calcare bianche e riquadratura a tessere nere. Il pavimento riporta l'iscrizione dedicatoria che grazie alla menzione della coppia consolare romana in Pretuzia, che lo fece restaurare, può essere precisamente datata al 55 a.C. L'epigrafe, oltre a restituire il nome della divinità cui il tempio era dedicato, fornisce indicazioni sulla realizzazione dell'edificio, ad opera dei magistrati del vicus. Presso Crognaleto, andando al centro di Piano Vomano, si trova la testimonianza archeologica della strada "Maestra del Parco", le mura megalitiche di Colle del Vento, un tratto di mura in opera quadrata, a controllo dell'alta valle del Vomano.
Teramo - Necropoli di Ponte Messato / Ponte degli Impiccati

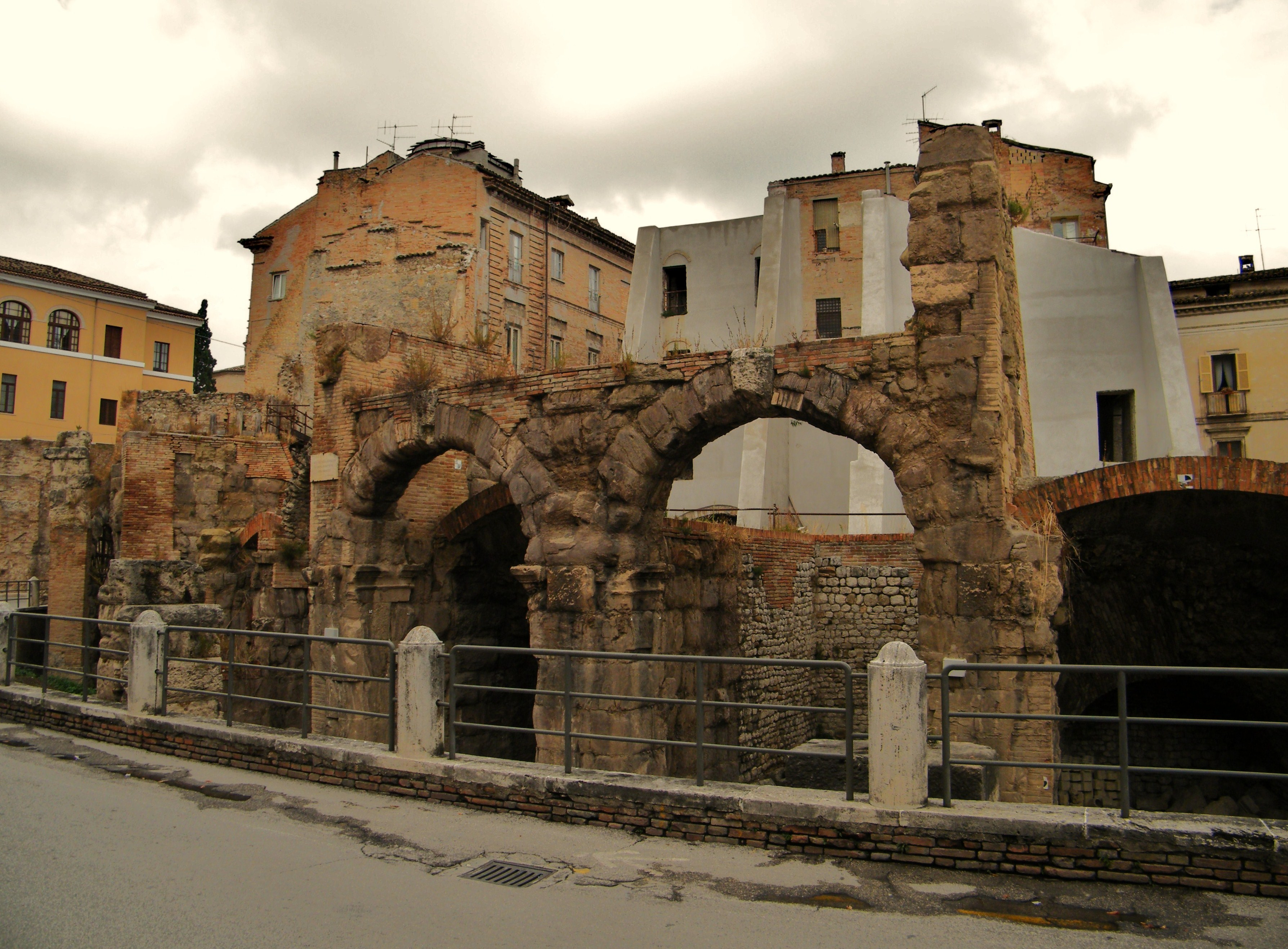
Teatro romano di Teramo

In epoca romana anche la città di Interamnia si dotò di un cimitero pubblico, ossia una necropoli, le aree sepolcrali si disponevano lungo le vie extraurbane, nel rispetto delle Leggi delle XXII Tavole, la sepoltura di Ponte Messato infatti, in contrada Cona lungo via Cavalieri di Vittorio Veneto, fiancheggiava l'antica via Cecilia, in direzione di Amiternum; un'altra necropoli doveva essere collocata lungo la strada che da Interamnia portava verso il mare a Castrum Novum. Da questa necropoli provengono due iscrizioni funebri con la menzione di un Archipeta Eunuchus, e di una Valeria Praetuttiorum, nonché un'altra dedicata a Quinto Poppeo, patrono del municipio e della colonia di Teramo, esposta oggi al Museo archeologico "Francesco Savini" di Teramo.
Il sito archeologico di Ponte Messato fu individuato nel 1961 presso la cappella della Madonna della Cona, e scavato nuovamente nel 2000-2008; le strutture riemerse appartengono a una vasta area sepolcrale interessata da deposizioni che coprono un arco cronologico, che va dal IX secolo a.C. sino all'età imperiale (II sec. d.C.) La parte italica del IX-XVI sec. a.C è a inumazione, mentre quella romana è a incinerazione, sino al II secolo, quando si riafferma il tipo di inumazione con tombe a cappuccina.
Della necropoli italica sono stati individuati altri due nuclei di sepolture monumentali, distinti per tipologia e localizzazione: il nucleo originario è localizzato nel fosso Messato, che ha restituito monumenti funerari a circolo di pietre con fossa centrale, e ricchi corredi maschili e femminili. L'altro nucleo posto a sud del sito, è costituito da 5 tombe di bambini compresi tra i primi mesi di vita e i 10 anni, sepolti in monumenti a circolo, e in fosse terragne per i neonati. Il mausoleo più ricco di Ponte Messato raggiungeva 3 metri d'altezza, era allineato alla strada dove 2 cippi indicavano i confini di proprietà dell'area sepolcrale del defunto, Sextus Histimennius; all'interno della sepoltura furono recuperati frammenti a transenna e una statua in marmo bianco, datata I secolo d.C., raffigurante il defunto in veste di togato. In un altro mausoleo sono stati recuperati più di 100 frammenti in osso combusti, pertinenti a un letto funebre con raffigurazioni umane, animali e vegetali.
'Area archeologica di Largo Madonna delle Grazie
Si trova a Teramo, fuori Porta Reale, presso il sagrato del santuario. Si trova nel piazzale antistante il santuario di Santa Maria delle Grazie, lo scavo benché noto da secoli, citato già da Niccola Palma nel 1832, è stato effettuato nel 1980. Si tratta di numerosi ambienti risalenti al I secolo a.C., utilizzati sino al IV sec d.C. Gli ambienti con murature in opera incerta di ciottoli di fiume tagliati conservano pavimentazioni in coccio pesto con decorazioni a mosaico geometriche, di tessere lapidee bianche che formano motivi reticolati o a doppio meandro, con le tessere nere. All'estremità orientale due ambienti presentano una decorazione musiva più articolata, con fascia perimetrale a meandro, racchiudente un clipeo suddiviso in rombi e agli angoli quattro delfini e quattro bastoni alati con due serpenti attorcigliati. In epoca augustea le costruzioni preesistenti dell'epoca repubblicana, sono state comprese in una sola domus con peristilio centrale, mentre nel III sec d.C. si installò ivi un impianto industriale, forse lavanderia per la tintura dei panni, utilizzata sino all'epoca longobarda.
Aree archeologiche di Casa Melatino - Largo Torre Bruciata

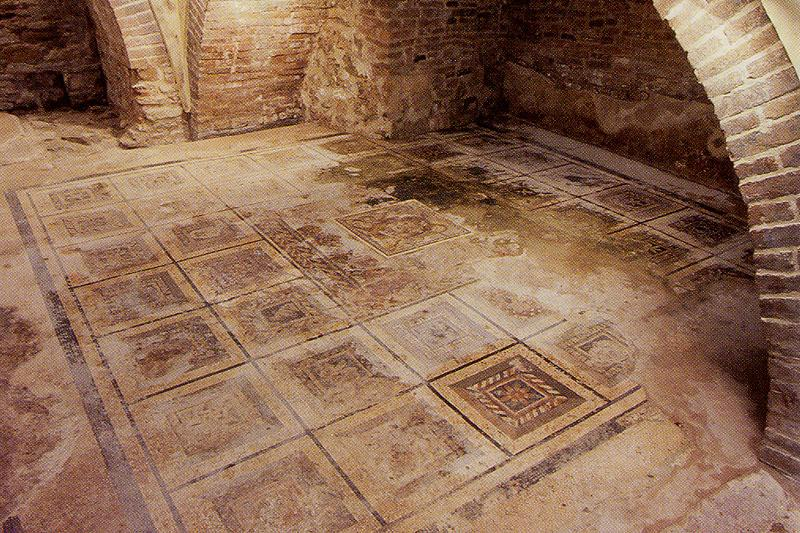
Domus del Leone nel sotterraneo di Palazzo Savini, Teramo

La prima domus si trova sotto la medievale Casa Melatino all'incrocio del Corso Cerulli. Le indagini archeologiche del 1998 hanno evidenziato una complessa successione stratigrafica attribuibile a un grande sito archeologico esistente dall'epoca romana, e usato anche nell'epoca medievale sino al XII secolo, quando la città nel 1156 fu distrutta da Roberto di Loritello.
Il pavimento della fase più antica è un mosaico, forse relativo a un cortile peristilio, il tappeto musivo è composto da scutulatums u fondo di tessellato rustico monocromo, incorniciato da una fascia laterale composta da una fascia monocroma di tessere bianche, seguita da una linea doppia di tessere nere, e una linea semplice tratteggiata, seguita da un tessellato policromo in 4 colori: bianco, nero, rosso, verde, che forma una composizione geometrica a rombo, di squame allungate bipartite, adiacenti in colori contrastanti. Le squame sono disposte per ordine di colore secondo allineamenti obliqui, convergenti verso il centro della fascia in sequenza continua, seguono una linea semplice tratteggiata, una linea doppia di tessere nere e una fascia monocroma di tessere bianche.

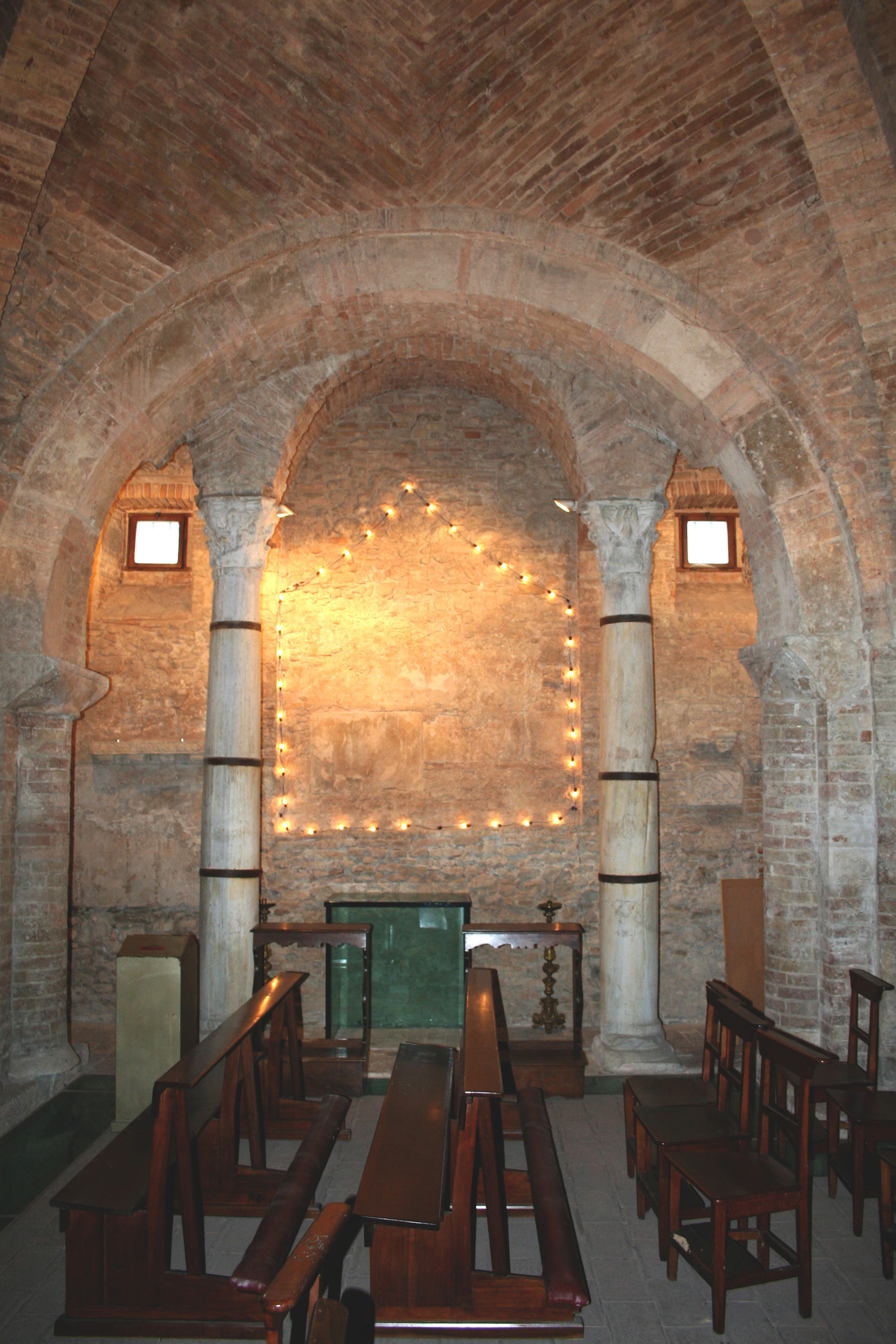
Cappella di Sant'Anna dei Pompetti, ex cattedrale di Santa Maria Aprutiense

Nel III secolo d.C. il cortile venne ridotto con la costruzione di un muro divisorio, si creano due ambienti distinti: l'ambiente più piccolo venne ripavimentato con un composto musivo a tessere bianche, riquadrato da una fascia perimetrale di tessere nere, ogni angolo della stanza è infatti caratterizzato da un motivo decorativo composto da tessere nere a formare un collo e una bocca di Kanthanos, una decorazione a baccellature, sui cui lati vi sono due elementi fitomorfi, identificabili con foglie i cespo d'acanto o con rami di palma. Dal Kanthanos fuoriescono degli elementi vegetali con motivi a spirali, un cespo con 5 foglie lanceolate per lato e un lungo stelo con foglie al cui apice sembra stare un bocciolo, a metà della stanza si trova un motivo a ventaglio con lo stelo di foglie e tre piccole infiorescenze.
La domus tra IV-VI secolo video ricoperto ancora una volta il pavimento con lastre di calcare bianco e marmo giallo, rettangolari e quadrate. Ai lati della stanza si trova una fascia decorativa in marmi colorati a motivi geometrici: sulla soglie di collegamento col secondo ambiente viene collocato con un mosaico bianco-nero di reimpiego con il motivo a svastica (simbolo apotropaico); una terza stanza alla destra dell'ambiente centrale viene arricchita con un pavimento a base cementizia con frammenti marmorei policromi. Al centro sono sistemate lastre quadrate colorate bianco e nero.
La seconda area archeologica con domus, si trova in Piazza Sant'Anna, nel vicolo di via Antica Cattedrale. I lavori di scavo iniziati negli anni '70 hanno permesso di recuperare le fondamenta dell'antica Cattedrale di Santa Maria Aprutiensis, fondata proprio sopra la domus romana nel VI secolo, e distrutta dall'incendio del 1156 (l'abside poi è stata utilizzata per la cappellina di Sant'Anna dei Pompetti, ancora esistente). La domus risale al I secolo a.C., le strutture che si trovano a una profondità di circa 90 cm rispetto al piano superiore di calpestio. La domus presenta un ampio peristilio di forma rettangolare con murature in opera incerta e colonne in mattoni, rivestite di stucco colorato in rosso nel fusto e di bianco nelle basi. L'impluvium per la raccolta dell'acqua piovana, pavimentata in opus spicatum, è decentrata rispetto al peristilio sui cui si affacciano tre ambienti affiancati, di cui quello centrale di dimensioni maggiori. Una soglia di pietra divide l'ambiente centrale dal peristilio: presso la soglia sono stai trovati sia gli incassi dei cardini che i serramenti metallici della porta conservati nel Museo civico archeologico. Il pavimento dell'ambiente in mosaico bianco con fascia perimetrale nera; i muri in opera incerta conservano gli intonaci decorati con leggere campiture geometriche su fondo bianco, al cui centro sono motivi vegetali stilizzati.

L'ambiente meridionale il cui muro è stato successivamente riutilizzato per la cattedrale, reca una soglia in pietra che immettere nel peristilio: la pavimentazione è in coccio pesto con l'inserimento di tessere bianche. Gli intonaci conservano il fondo bianco con leggere campiture geometriche in giallo e ocra. L'ultimo ambiente a settentrione ha l'ingresso verso l'esterno, e il pavimento in coccio pesto con tessere bianche a forma di rombi tangenti agli apici: gli intonaci sono dipinti a fondo rosso, con campiture geometriche e decorazioni vegetali. La domus ha restituito vari materiali che permettono la datazione certa al I secolo, venne chiusa nel II secolo, come testimoniano i serramenti, e riutilizzata poi come cattedrale. La vicina Torre Bruciata era un elemento di avvistamento romano, riutilizzato poi dai teramani come campanile della cattedrale. Reca ancora all'esterno gli evidenti segni di bruciature per l'incendio del 1156.
Ponte degli Impiccati
Si trova all'ingresso del Parco fluviale del Vezzola, in via Vecchio Mattatoio. Lo storico locale Francesco Savini descrive la presenza di un ponte, posto accanto alla chiesetta di San Giuseppe; il ponte in Stucco o degli Impiccati, perché ivi vi si eseguivano le esecuzioni capitali, nel XIX secolo era in parte sommerso dai detriti del Vezzola, ma era ancora attraversabile a piedi; nel 1817 vi fu realizzato un camposanto. In quest'epoca si conservava solo parte dell'arco principale, sovrastato da una nicchia con icona della Madonna; secondo lo storico Palma, sino al 1727 si conservava ancora un secondo arco. Nel 2055 è stato recuperato dalla scomparsa quasi totale dell'accumulazione dei detriti del fiume, ma necessita di nuovi lavori di recupero, poiché l'ingabbiamento in una struttura provvisoria non rappresenta il modo migliore di conservare un monumento storico.
Alcuni storici vogliono che fosse di origine medievale, altri romana; per il Forti e il Crugnola, ingegneri del moderno vicino Ponte San Ferdinando nel 1817, sostenevano che fosse romano, tuttavia non ci sono abbastanza documentazioni, anche perché se così fosse, il ponte in epoca medievale sarebbe stato pesantemente manomesso, iniziando dalla presenza dei Longobardi, che vi realizzarono dei fregi a carattere geometrico e animalistico, tipico della loro arte a rilievo.
Castrum Novum
Nel 290 a.C. fu fondata al mare la colonia romana di Castrum Novum popolata prevalentemente dai Piceni, una scelta strategica allo sbocco sull'Adriatico del Tordino. Non si ha documentazione sufficiente sull'impianto urbano scelto, le mura dovevano seguire l'orografia della collina che sovrastava il mare, i punti di accesso vennero scelti in funzione di un rapporto ottimale tra impianto urbano e collegamenti interregionali, in direzione di Roma per mezzo della via Cecilia, e mediante la via Salaria verso gli altri centri della costa adriatica, come Truentum e Asculum. Il suo centro "fortificato" viene ricordato dagli storici Plinio il Vecchio, Claudio Tolomeo, Velleio Patercolo e Strabone; gli strati murari del sottosuolo, e più ancora del tesoretto monetale scoperto nel 1828 in parte liquefatto e arrostito dal fuoco, inducono a ritenere che nel corso della sua esistenza, la città subì varie devastazioni e attacchi, avvenuti dopo la decadenza di Roma, con gli attacchi saraceni del IX secolo, e la distruzione nel XV secolo del borgo di Terravecchia di San Flaviano.
Teatro romano di Atri
L'area archeologica è posta in via del Teatro, nei pressi di Palazzo Cicada, sec. III - II a.C. Nell'autunno 1993 sono iniziati gli scavi per riportare alla luce del manufatto, quando il dottor Giovanni Azzena, studente dell'Istituto "Cardinal Cicada", ipotizzò che l'area, per la sua conformazione, potesse celare delle vestigia italiche. Completati gli scavi, il teatro è stato in larga parte riportato alla luce, ha un diametro di 70 metri, può contenere 10.000 persone a sede, nella zona della cavea si trova, nelle cantine del palazzo Cicada, al suo interno, dove il paramento dell'originale struttura è visibile, lo stato di conservazione risulta ottimo. Al contrario i pavimenti non sono conservati, per un generalizzato abbassamento dei piani delle cantine del palazzo. Le volte parzialmente distrutte per permettere l'innalzamento dei soffitti moderni, erano costruite in calcestruzzo, con setti delimitati da nervature in laterizi tagliati, posti di coltello. Sono venuti alla luce parti dell'antico convento dei Gesuiti, sorto sulle rovine di questo teatro nel XVII secolo, e resti di varie abitazioni; inoltre molti mattoni del teatro presentano la scritta PH, ossia Hatrianus Populus (popolo di Atri, oppure "Hatria").

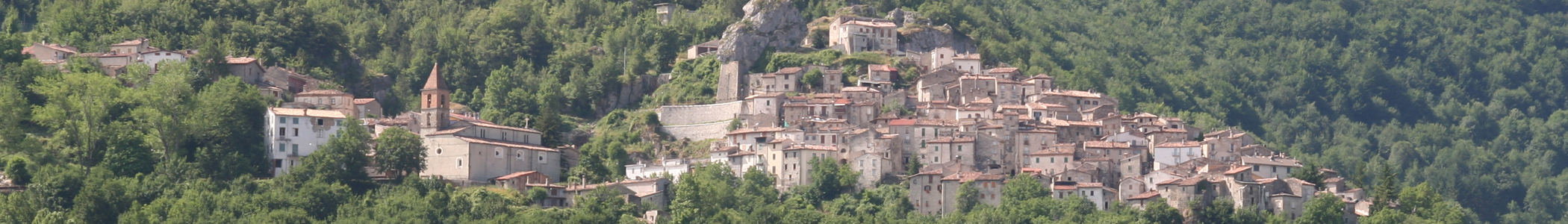
Veduta di Pietracamela

### Da Cesacastina alle Cento Fonti / Prato Selva
Dalla località di Cesacastina si prende la strada per il Colle della Pietra, sino ad arrivare a contrada Piane, superando il campo sportivo, e girando per il Fosso dell'Acero (1320 m). Si prosegue per il sentiero sulla valletta erbosa, per poi girare a destra verso i prati, entrando nel bosco, valicando il fosso dell'Acero. Superando il bosco dopo aver incontrato delle cascate, si costeggia il torrente, e si arriva alla sorgente Mercurio (1800 m). Da qui si sale nella Valle delle Cento Fonti, solcata da diversi fossi con falde acquifere, e si va in direzione della Sella di Gorzano. Si arriva alla testa della valle, andando ad ovest si risale un ampio dosso per arrivare alla cima maggiore della Laghetta (2372 m).
Per il percorso Prato Selva - Rifugio del Monte, si parte dal paese di Fano Adriano, si segue la via per Prato Selva (1375 m), dove si trova l'albergo provvisto di seggiovia. Si inizia il percorso passando accanto a un bosco di faggi, con i primi segnavia. Si prosegue sui pascoli, al termine di uno skilift si va a sinistra, proseguendo lungo la seggiovia, sino ad arrivare in vista del Corno Grande.
Lasciata la strada e i segnavia per la Fonte Incordara, si prosegue lungo la seggiovia, poi nei pressi del pilone successivo, si devia a destra per il tratturo, che corre lungo il bosco per entrarvi, aggirato poi il Cocuzzolo Abetone, conclusa la seggiovia, conduce a una radura con lo stazzo (1700 m). Il percorso in salita conduce sino ai Prati di San Pietro (1790 m), ritrovandosi ai piedi delle rocce di Colle Andreole, il sentiero vira a sinistra, scende sul fianco del valloncello, e raggiunge il pianoro coperto di macigni, dove è collocato il Rifugio del Monte (1614 m); a ovest svettano il Pizzo d'Intermesoli, il Corno Grande e il Piccolo del Gran Sasso.

### I centri storici

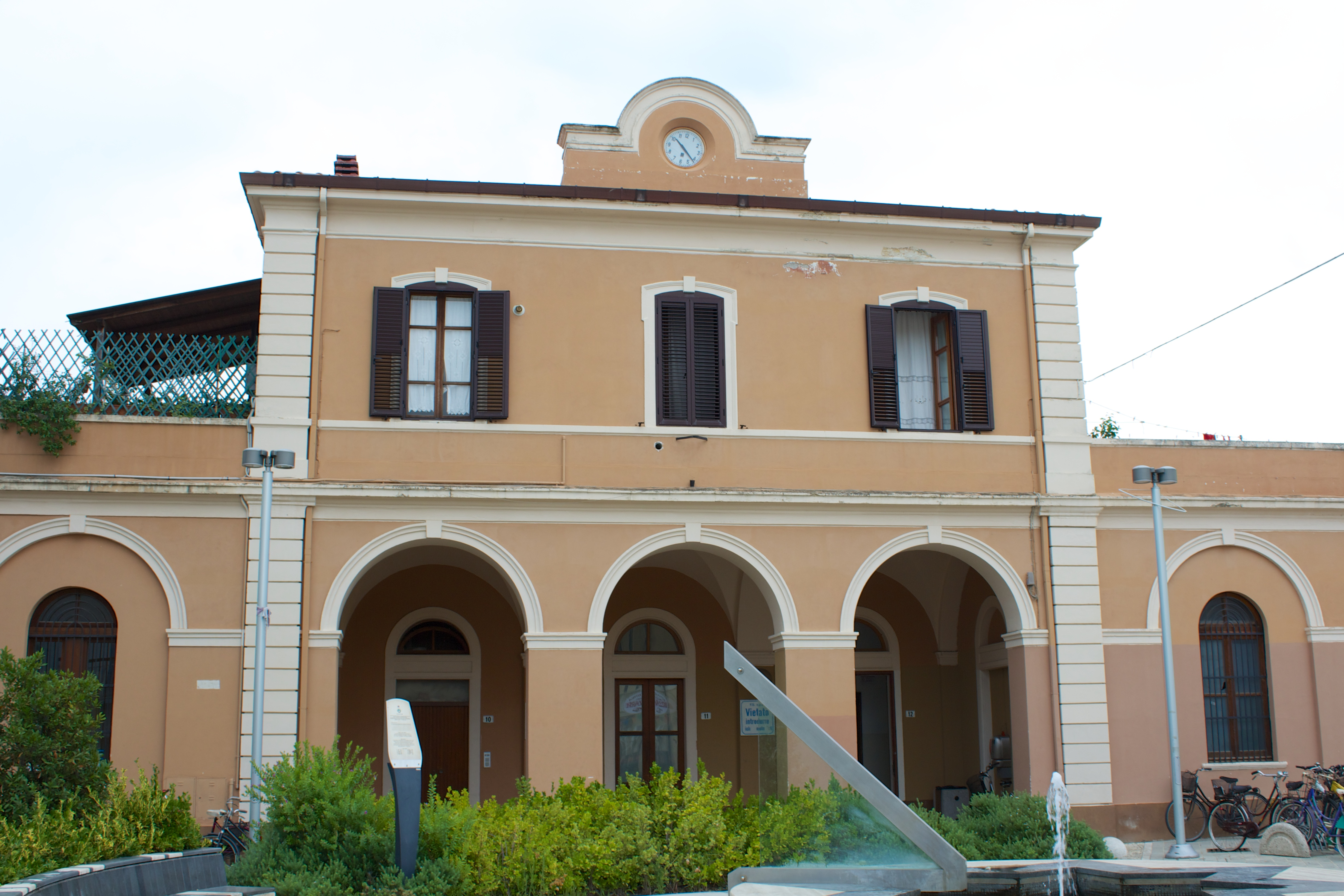
Stazione ferroviaria storica di Pineto

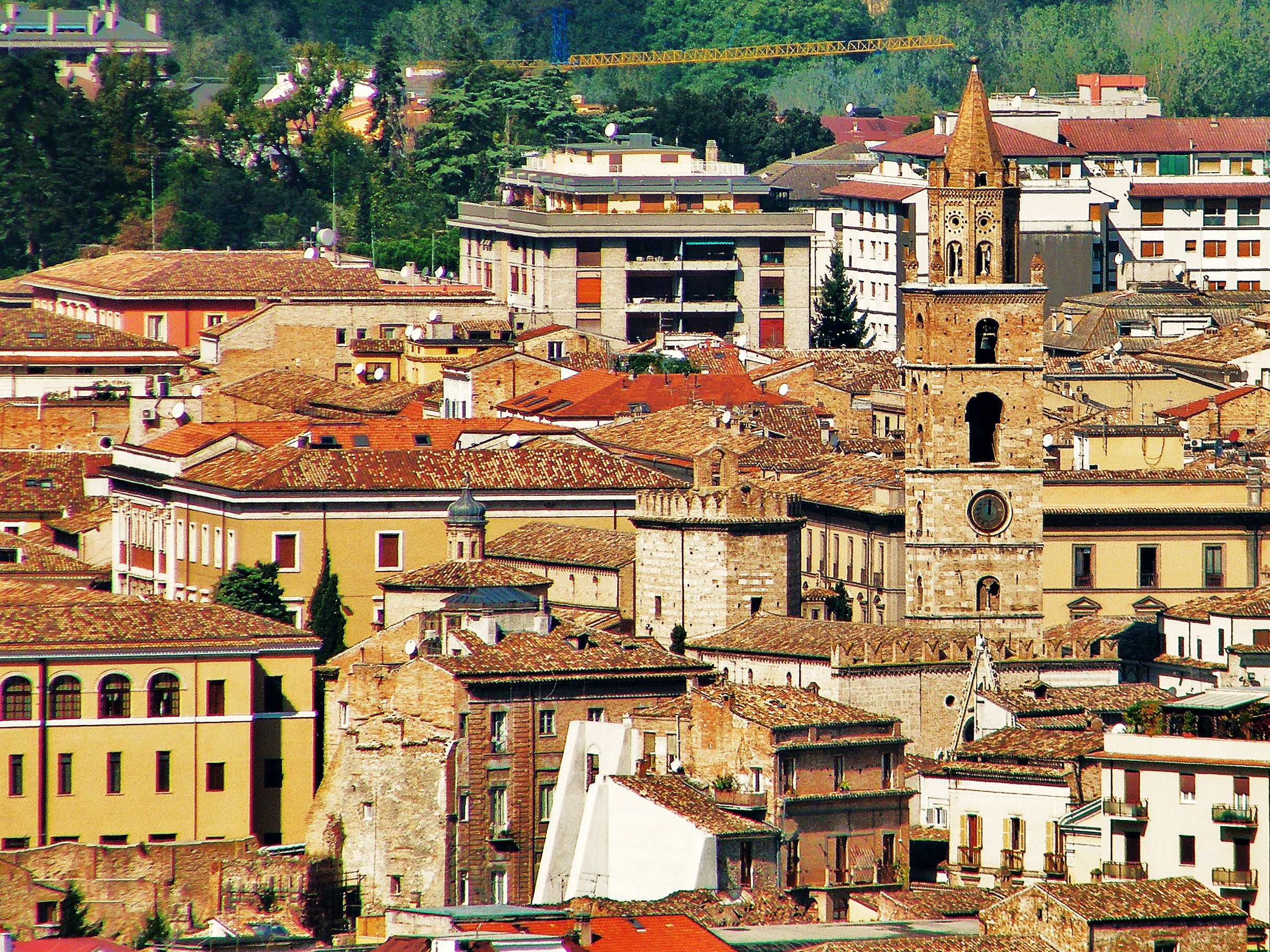
Teramo
Vi si accede all'ex Porta Due di Coppe al corso San Giorgio, da Piazza Garibaldi, o da Porta Reale nel piazzale della Madonna delle Grazie. Altri accessi sono dati dal ponte ottocentesco San Ferdinando che va a Porta Melatina, in sostituzione dell'antico ponte degli Impiccati, dove si trova anche la fonte della Noce. Da Porta Reale si percorre l'asse viario del corso De Michetti (ex corso di Porta Reale o corso Garibaldi), e ci si addentra nel centro storico; da notare i portici dell'ex Casa Bonolis, ricavati nel Medioevo dall'antico acquedotto, che si trovano nei pressi della chiesa di Sant'Antonio di Padova, ex monastero dei Francescani. Dal trivio della chiesa di Sant'Antonio, nella piazzetta con l'edicola Savini, si prosegue per il corso V. Cerulli (ex corso Trivio) con il Palazzo Savini e la casa eclettica Muzii-Castelli, sino ad arrivare a piazza Ercole Orsini (ex piazza Cavour o del Mercato), dove prospetta la facciata romanica del Cattedrale di Santa Maria Assunta. Il duomo, costruito nel 1158 per volere del vescovo Guido II, poiché nel 1156 l'antica cattedrale di Santa Maria Aprutiense (oggi cappella di Sant'Anna dei Pompetti in Largo Torre Bruciata) era stata distrutta dall'invasione dei Normanni, subì varie modifiche nel XVI-XVIII secolo, sino al ripristino romanico degli interni nel 1932.
Punto caratteristico della città è Piazza Sant'Anna o Largo Torre Bruciata, con l'ex cattedrale, la domus romana, poi i quartieri storici di San Leonardo, San Giorgio, posto ad ovest lungo il corso omonimo, dove si trovano il Palazzo Delfico con la biblioteca provinciale e il Palazzo Savini con il museo archeologico, ricavato dal monastero di San Carlo; poi il quartiere Santo Spirito o di Porta Romana, e il quartiere di Santa Maria a Bitetto, presso il sobborgo della Madonna del Carmine.
Bellante e dintorni

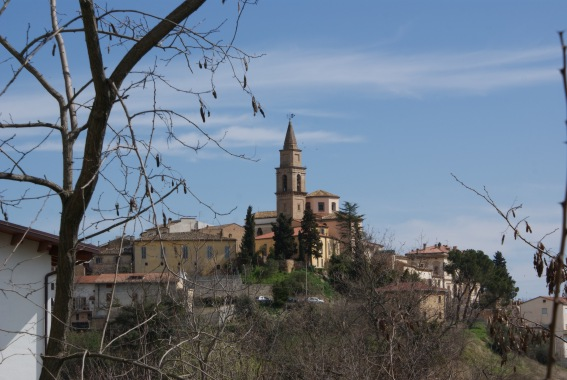
Bellante

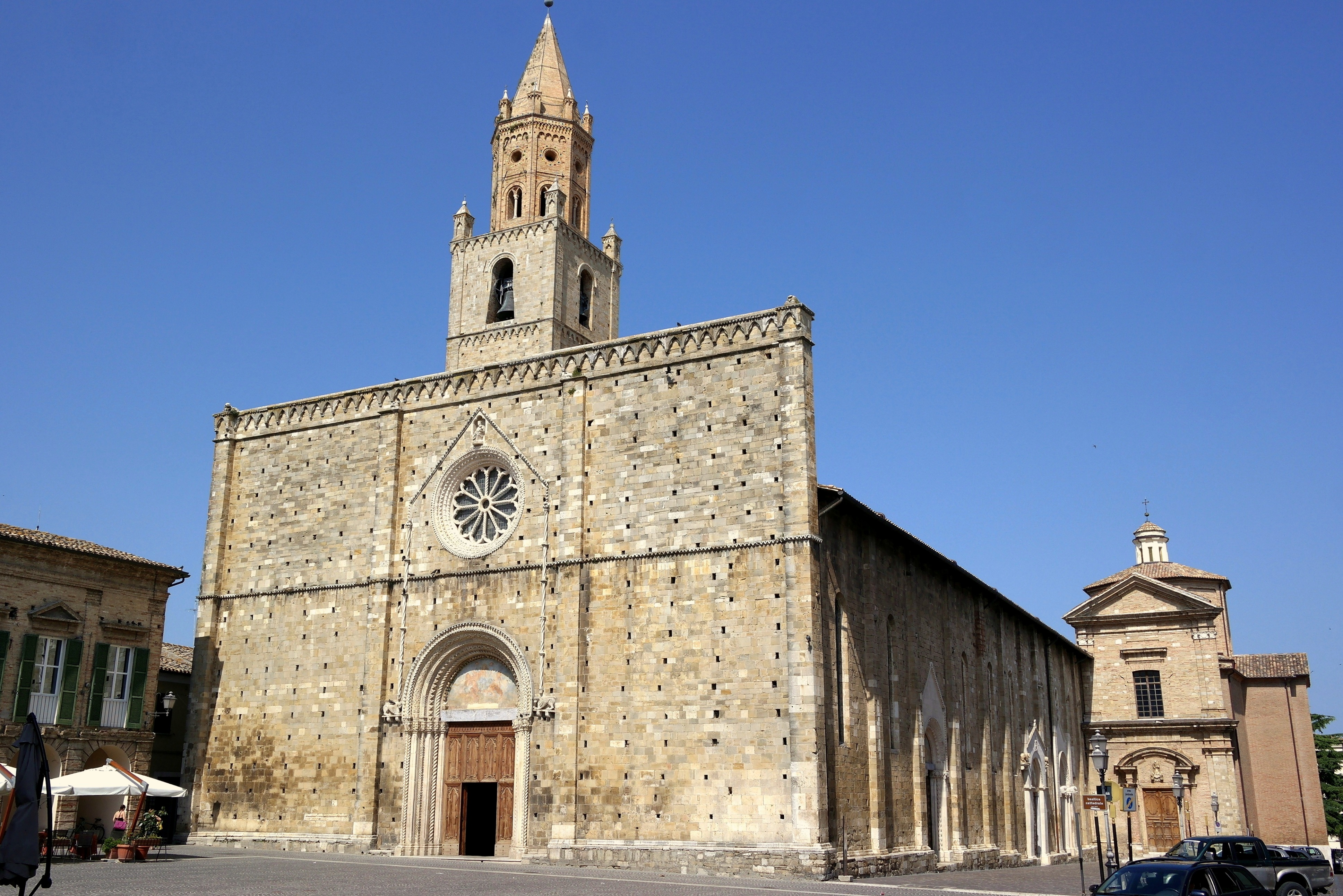
Atri, Piazza Duomo

Interessante è il centro storico, che conserva varie caratteristiche medievali e rinascimentali. L'area era ricca di incastellamenti longobardi, e anche Bellante ebbe il suo castello, oggi scomparso, benché si conservi la grande torre di Giovanna I di Napoli, eretta nel XIV secolo. Tra le chiese si ricordano quella di Santa Croce con la facciata in laterizio, caratterizzata da varie sovrapposizioni, il portale in pietra è del XVI secolo, in stile rinascimentale, sovrastato da un rosone murato. Attigua alla chiesa si trova la cappella di Santa Maria della Misericordia, con la statua della Madonna assisa in trono col Bambino, d'epoca rinascimentale.
Atri
Insieme a Giulianova, Teramo e Roseto, è una delle città più grandi della provincia con circa 14.000 abitanti, sopra un colle di calanchi, in posizione dominante verso il mare di Pineto e Roseto. La città fu una colonia romana, detta Hatria, vi era nativa la gens Adriana, che dette i natali all'imperatore romano Adriano. Divenuta importante sede vescovile insieme a Teramo nel XII secolo, con la famiglia Acquaviva nel XIII-XV secolo raggiunse il massimo splendore divenendo la capitale di un ducato, nell'Abruzzo Ulteriore. Nel centro storico si conserva il Duomo di Santa Maria Assunta dall'esterno romanico, con il portale a tutto sesto strombato e il rosone a raggiera, il campanile quattrocentesco, opera di Antonio da Lodi, che realizzò anche la torre del duomo di Teramo; l'interno a tre navate, di impostazione romanica, conserva il prezioso ciclo pittorico dell'abruzzese Andrea De Litio, eseguito nella seconda metà del XV secolo; esemplari sono le opere del Coro dei Canonici, con il ciclo pittorico delle Storie di vita di Gesù e Maria.

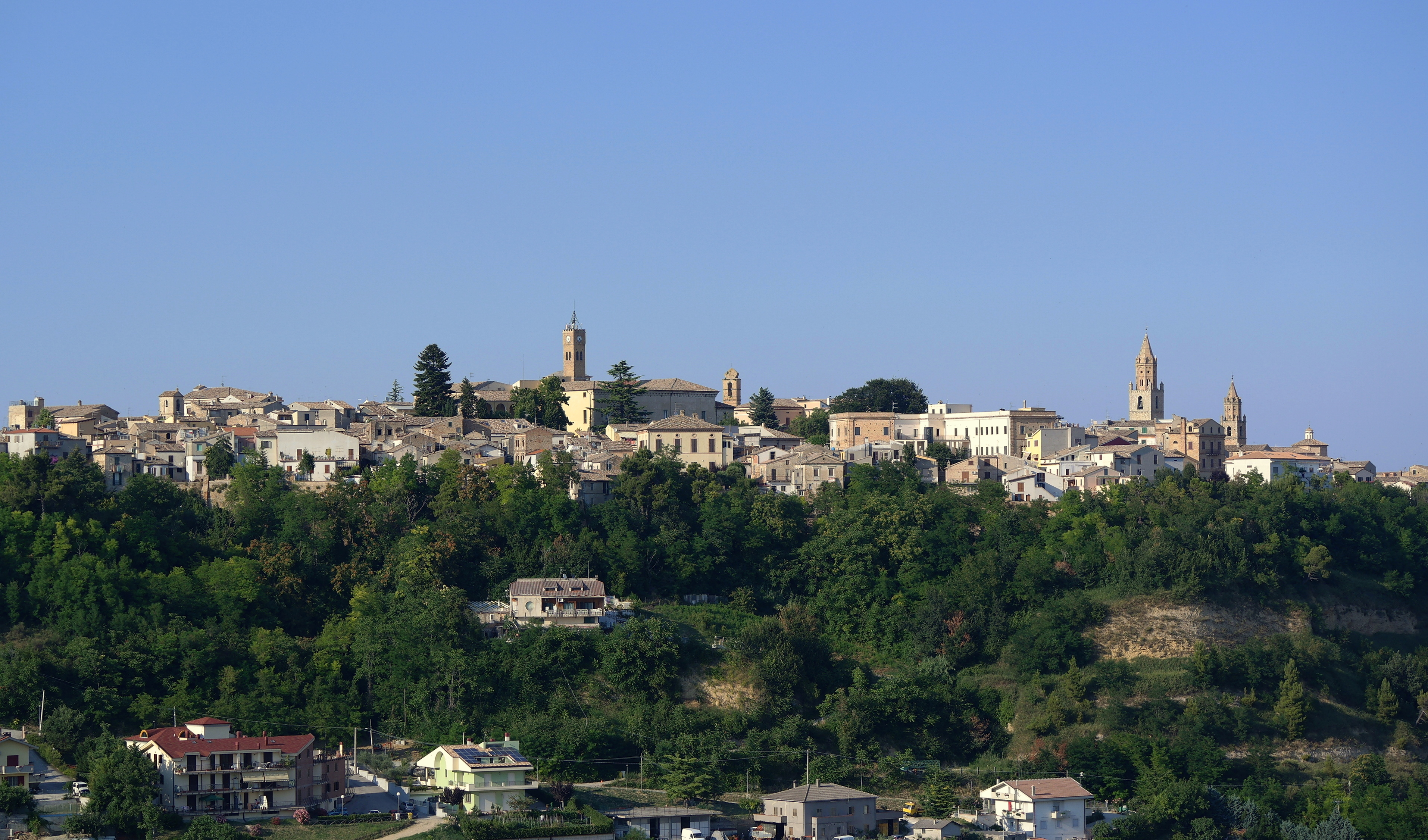
Panorama di Atri

Il chiostro del duomo ospita oggi il Museo Capitolare con varie opere d'arte sacra e archeologica. Altre chiese di interesse sono quella romanica di San Nicola di Bari, una delle più antiche, poi quella di Sant'Agostino, con il portale ad arco durazzesco opera di Matteo Capro di Napoli, la chiesa di San Francesco d'Assisi in stile settecentesco, i complessi monastici dei Domenicani, di Santa Chiara e di Santa Rita. Il Municipio si troiva presso lo storico palazzo ducale degli Acquaviva.
Presso la costa atriana si trovano i resti di un antico porto romano, presso l'area di Torre di Cerrano
Giulianova

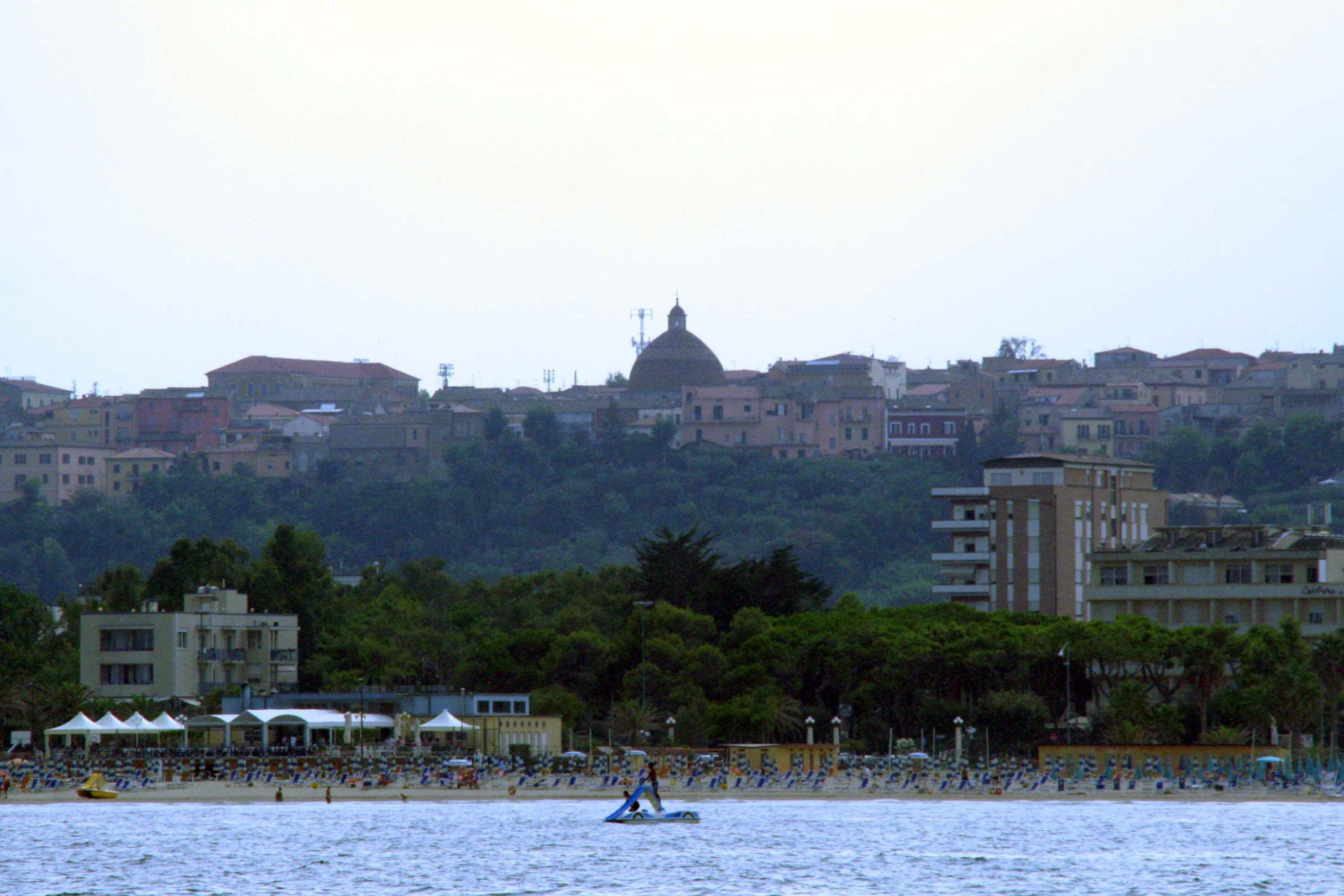
Giulianova Lido e la città alta, la cupola del duomo di San Flaviano

Rinata nel 1471 per volere del duca d'Atri Giuliantonio I Acquaviva, la città fu una colonia romana del III secolo a.C., nota come Castrum Novum, al termine della via Cecilia sull'Adriatico; poi nel primo Medioevo fu sede estiva del vescovo di Teramo, e per l'arrivo delle reliquie di San Flaviano di Costantinopoli, venne chiamata "Castel San Flaviano". Nel XV secolo a causa di lotte civili tra angioini e aragonesi, San Flaviano venne saccheggiata dalle truppe di Giovanni Piccolomini e gravemente danneggiata, sicché il duca d'Atri optò per una nuova innovativa ricostruzione in carattere rinascimentale, ispirandosi ai modelli della città ideale.
Oggi il centro vitale di Giulianova si è spostato più sulla costa, lungo i grandi viali ortogonali del lungomare, la via del corso Nazario Sauro, il viale Orsini. Il lungomare monumentale fu progettati nel 1933 da Giuseppe Meo, e si ispirava al viale della Vittoria presso Bengasi, attraverso le "scalette" della salita Montegrappa, è possibile raggiungere dal lido il paese alto, vedere il belvedere di Piazza della Libertà (ex piazza Vittorio Emanuele) con la statua del sovrano opera di Pagliaccetti. Il belvedere fu realizzato demolendo una parte delle mura inframmezzate ai torrioni, ancora ben visibili nella cinta fortificata del paese, insieme al convento dei Francescani. Lungo il corso Garibaldi si arriva a piazza Buozzi, dove si trova il duomo di San Flaviano, in stile rinascimentale, che fa forza sulla sua realizzazione prospettica a pianta circolare dentro, e ottagonale fuori, con una elevata cupola sferica che fungeva da faro per i marinai.
Altre chiesette di interesse sono quella di Sant'Antonio, ricavata all'ex monastero di San Francesco, e la cappella di Sant'Anna; nel centro, all'incrocio di via Amendola e via Acquaviva si trova il torrione "Il Bianco", con la cappella di Sant'Anna dagli altari barocchi, altre torri sono il Torrione di Porta Napoli e di Porta Santa Maria. Lungo una strada fuori dalle mura si raggiunge il santuario della Madonna dello Splendore, edificato nel XVII secolo dopo un'apparizione mariana presso una fonte miracolosa, e accanto vi si trova l'attiguo monastero con il museo d'arte.
Roseto degli Abruzzi

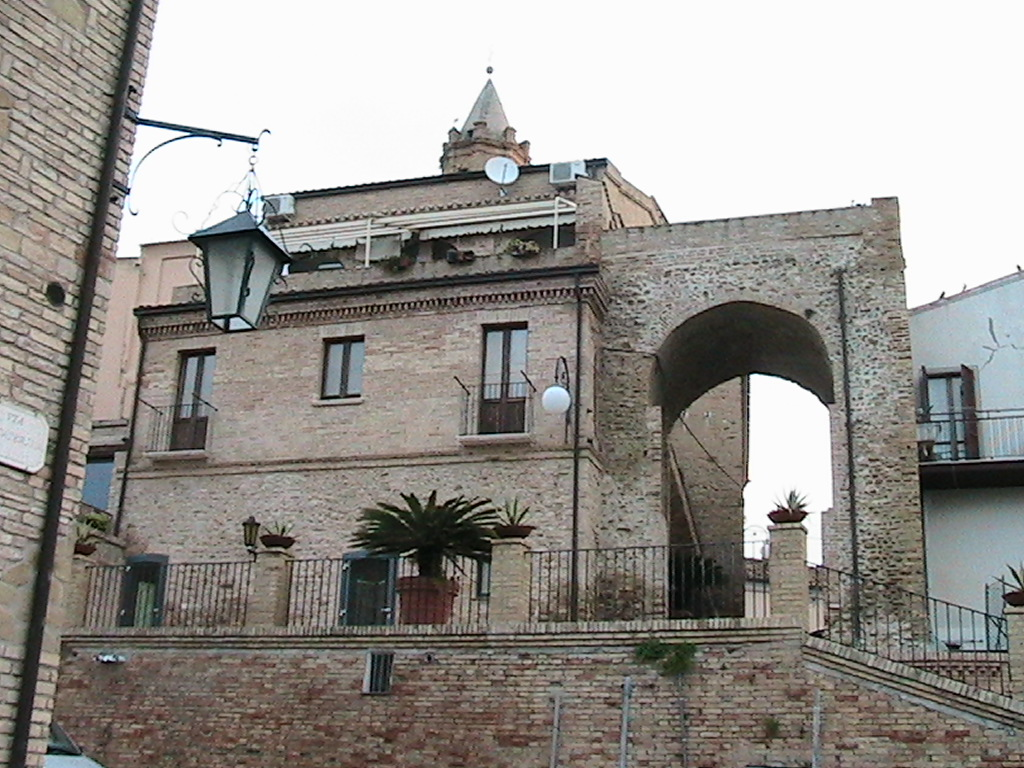
Montepagano (Roseto), Porta Borea

La cittadina del lido si sviluppò nel primo Novecento, all'epoca era detta ancora "Rosburgo", e contava poche case e qualche lido, e la sede amministrativa municipale era presso il paese collinare di Montepagano, oggi sua frazione, dopo il decreto di Mussolini del 1928. Il lido col passare degli anni è chiaramente divenuta la nuova città moderna, da via Thaulero si raggiunge il lungomare monumentale con chalet attrezzati e piazzali. Nel cuore del centro si trova la villa comunale, con la storica Villa Ponno, eretta nel 1890 da questa famiglia napoletana, che si ispirò per il progetto a Villa Sambuy di Torino. Additata come il fiore all'occhiello della città, è una residenza signorile molto frequentata, che ospita la biblioteca civica e la pinacoteca di Roseto; i sentieri attorno sono stati realizzati in battuto di ghiaia, inframmezzata ad ampie zone verdi e aiuole della villa. Sul retro si trova una cappella dedicata a Padre Pio di Pietrelcina e il Monumento ai caduti dell'Aviazione.
La parrocchiale di Roseto è dedicata all'Assunta, eretta alla fine del XIX secolo, benché il campanile mostri di essere più remoto.
Il borgo di Montepagano invece conserva perfettamente le caratteristiche di cittadella fortificata dalle mura, di cui si ricorda il tratto a mare di Porta Borea. All'interno sorge la chiesa monumentale dell'Annunziata, con cupola sferica, mentre appena fuori dalle mura troneggia il campanile quattrocentesco di Sant'Antimo; la chiesa andò distrutta dopo le leggi napoleoniche nel primo '800.
Pineto
Sino al 1926 era nota come "Villa Filiani" per la residenza di questa famiglia; ed era dipendente dal comune di Mutignano. Il barone Filiani presto comprese le potenzialità di quest'area, e si adoperò per renderla edificabile, costruendo una piccola cittadina sul litorale adriatico, lasciando intatta la pineta meridionale, di sua proprietà, ancora oggi molto frequentata. Di interesse: 
Chiesa di Sant'Agnese e San Silvestro
La chiesa è la parrocchiale del comune, costruita tra il 1926 e il 1935 dalla famiglia Filiani, con donazione di Luigi Corrado Filiani. Lo stile adottato è un eclettismo tra il romanico delle basiliche storiche di Roma, con tracce di elementi goticheggianti. La facciata principale in mattoni ha un pronao in stile romano a capitelli ionici, con iscrizione latina, e copertura a falda inclinata. La composizione termine con una facciata semplice a capanna. Il campanile è una torre che ugualmente rispecchia le fattezze delle basiliche romane, specialmente per quanto riguarda le arcate dei lati.
La pianta della chiesa è a basilica, con bracci sporgenti del transetto e abside semicircolare. L'interno ha decorazioni gotiche e romaniche, diviso a tre navate con grandi arconi a tutto sesto. L'abside in intonaco bianco funge da punto focale con il transetto, dove si innalza una piccola cupola rotonda. La copertura del soffitto è a capriate lignee; di storico si conserva un ritratto di San Silvestro del Quattrocento, attribuito ad Andrea De Litio.

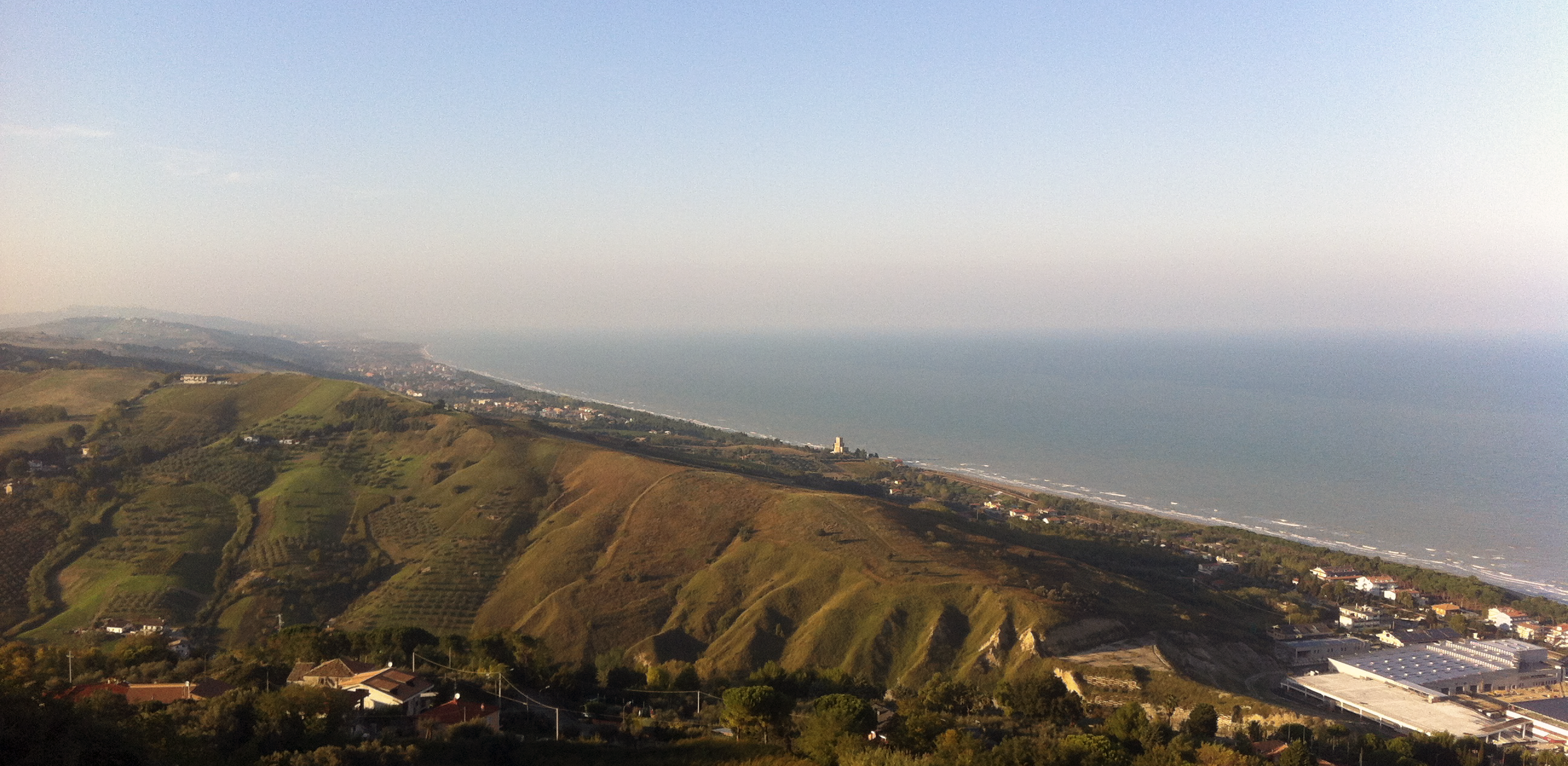
Veduta della campagna circostante di Pineto, e la Torre del Cerrano

Chiesa di Santa Maria Immacolata
Si trova in Borgo Santa Maria Immacolata, costruita nel 1982 seguendo uno stile antico, che la fa assomigliare a una chiesa romanica. Il rivestimento esterno è in laterizio, la pianta è rettangolare con una facciata squadrata preceduta da un portico. La facciata è decorata da un rosone a oblò e da quattro paraste orizzontali. L'interno è a navata unica, in stile moderno classicheggiante.
Chiesa della Sacra Famiglia di Nazareth
Si trova in contrada Scerne, principale chiesa fino alla costruzione della nuova Parrocchia di Giovanni XXIII. Fu costruita dopo la seconda guerra mondiale in uno stile classico che ricorda il romanico. L'edificio è in mattoni, presenta una copertura a capanna in mattoni, originalmente a capriate lignee. Il portale è ad architrave piano sormontato da una lunetta, preceduto da piccolo portico. Le colonne sostengono la torre campanaria che si erge al centro della facciata, seguendo il modello delle antiche chiese romaniche abruzzesi.
L'interno è a navata unica, separata dalla zona presbiteriale, sopraelevata da tre gradini, e da un arcone trionfale a tutto sesto, che si ispira sempre al modello romanico. Lungo le pareti laterali ci sono due piccole absidi, in una delle quali si trova la statua di San Gabriele dell'Addolorata e l'organo ligneo con il coro. Nell'altra ci sono le statue della Madonna Addolorata, il Sacro Cuore, Sant'Antonio di Padova e Gesù nel Sepolcro. Nel 2008 la parrocchia è stata affidata ai Padri Salvatoriani.
Parrocchia del Beato Giovanni XXIII
Detta anche "Nuova Parrocchia della Sacra Famiglia", è una moderna costruzione a pianta semicircolare. Le opere di costruzione iniziarono nel 1979, quando la frazione di Scerne per la grandezza cominciò a necessitare di una chiesa più grande, e l'edificio fu realizzato in breve tempo e consacrata nel 1981. Presso la facciata si trova un piccolo porticato con colonnine unite da archi a tutto sesto. Alla sinistra dell'edificio si erge il campanile a pianta quadrata; l'interno è a semicerchio concentrici, con al centro l'altare maggiore. Sul punto focale inoltre si innalza una piccola cupola circolare.
Chiesa di San Silvestro Papa di Mutignano
Mutignano è una frazione di Pineto, tra le più interessanti dal punto di vista storico perché conserva l'antico borgo medievale. La chiesa di San Silvestro è la principale, di origini romaniche (XII sec), realizzata in laterizio con il campanile incastonato al centro della facciata, seguendo lo stile del Duomo di Guardiagrele. La facciata attuale risale al restauro del 1350: il campanile, con basamento a scarpa e cuspide ottagonale, presenta analogie rinascimentali con le torri del Duomo di Teramo e della Basilica di Santa Maria Assunta di Atri. Alla base del campanile si apre un portale a tutto sesto che immette all'interno; i battenti del portale sono stati donati dal Duca di Atri Giosia Acquaviva.
Presso la lunetta affrescata si trova San Silvestro.
L'interno è a navata unica con cappelle laterali e soffitto a capriate lignee. Di interesse una pala quattrocentesca di San Silvestro presso l'altare, di Andrea De Litio.
Villa Filiani
Si trova vicino alla chiesa parrocchiale, ed oggi ospita il Centro Etno Musicologico d'Abruzzo; i beni conservati nella villa sono legati alla tradizione storica abruzzese. L'aspetto della villa è eclettico, essendo stata costruita negli anni '20 del Novecento: prevale specialmente lo stile neorinascimentale, con pianta quadrata a torretta centrale. Ciascun lato è ornato da cornice a motivi floreali; presso i due lati opposti si trovano dei piccoli portici.
Storico Hotel Garden (Villa Padula)
Si trova lungo il viale D'Annunzio, ed è stata una delle prime costruzioni alberghiere di Pineto, progettato negli anni '20 come abitazione privata del chirurgo Francesco Padula, per questo detto anche "Villa Padula". Negli anni '40 la villa fu trasformata in albergo e fu una delle strutture ricettive principali di Pineto fino alla chiusura nel 1999, quando venne realizzato il più moderno Hotel Garden. Da anni ci sono delle proposte per un recupero artistico della struttura. La villa ha pianta rettangolare, suddivisa in due piani: uno maggiore e un altro minore, e la caratteristica principale è data dallo stile eclettico liberty del gotico: diversi ordini di arcate a sesto acuto decorano l'esterno della villa, tra cui uno misto che ricorda gli archi moreschi dell'Andalusia. Il colore della villa è rosso porpora, a differenza della cornice delle arcate.

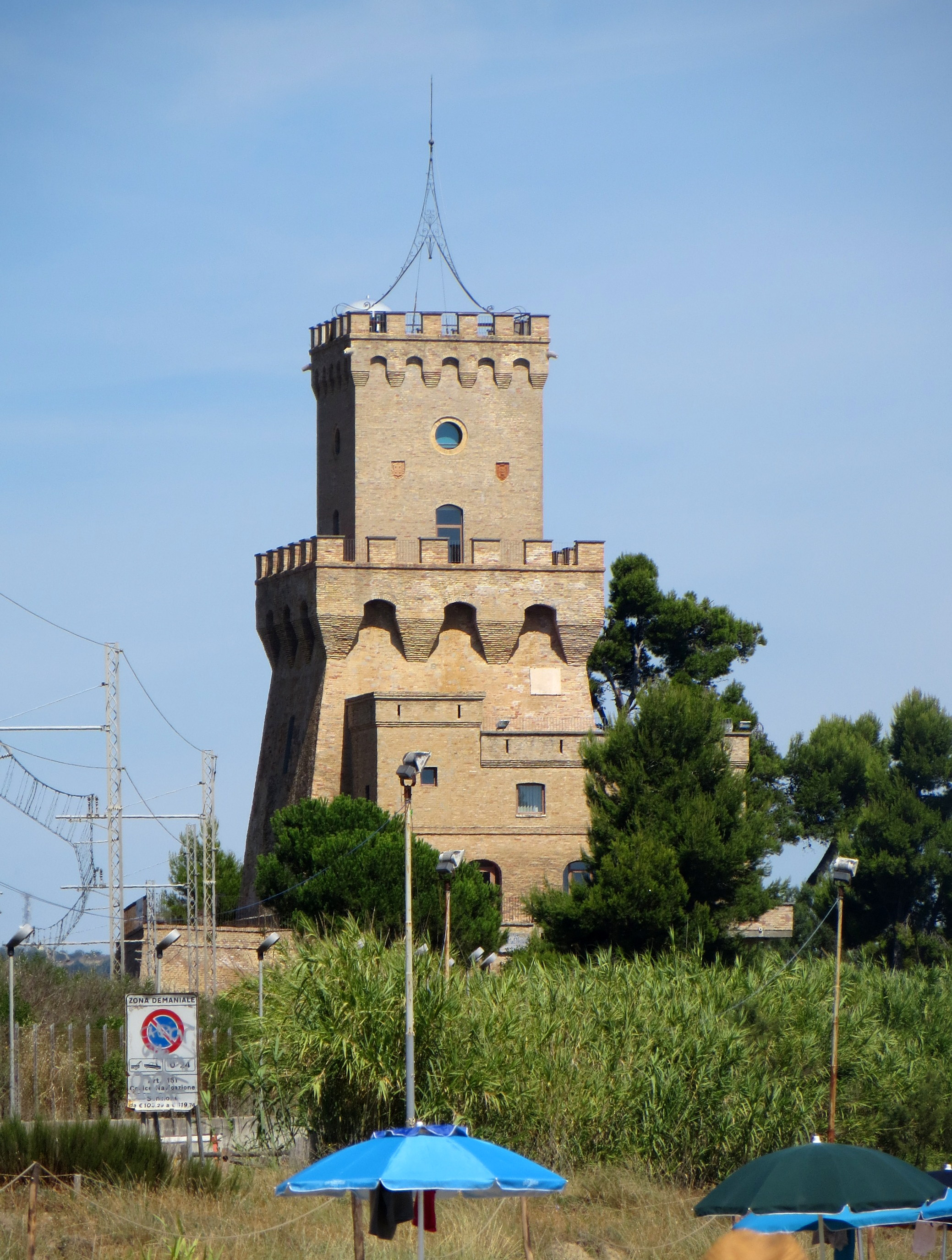
Torre di Cerrano
Faceva parte del porto romano di Atri. Inizialmente era un tempio pagano dedicato alla dea Cerere, fu ampliata nel Cinquecento dai Viceré spagnoli Fernando Álvarez de Toledo e Pedro Afán de Ribera. Appartenne come torre di controllo per tutta la durata del Regno di Napoli, fino alla ristrutturazione negli anni novanta del Novecento.
Oggi è la sede dell'Area Marina Protetta Torre del Cerrano. Al suo interno si svolgono inoltre le attività del Laboratorio Relazione Uomo-Animale e Benessere Animale dell'Istituto Zooprofilattico Abruzzo-Molise "G. Caporale". Nel tratto di mare antistante la Torre si trovano strutture sommerse subacquee (chiaramente visibili in caso di bassa marea), che si ipotizza siano parte della struttura dell'antico porto romano della città di Atri.
Pineta Filiani
Si trova nella località Torre di Cerrano, voluta da Luigi Corrado Filiani nei primi del '900. La pineta litoranea fu modellata nel 1923 con la bonifica dell'area circostante, con il livellamento del terreno e l'impiantamento di 2.000 alberi di Pino da pinoli (Pinus pinea) alti circa 6 metri. Successivamente furono realizzati dal Corpo Foresta dello Stato due diversi impianti: il primo a Pino d'Aleppo e il secondo sempre usando il Pino da pinoli.

### Da Penna Sant'Andrea a Crognaleto
Lungo la via dal cuore della val Vomano va a Penna Sant'Andrea, si imbocca la statale 81, e si può deviare per la riserva naturale "Castel Cerreto", istituita nel 1991, con 143 ettari di territorio con variazione di altitudine da 300 a 600 metri s.l.m. Penna è nota per la tradizione del "laccio d'amore", una danza per matrimoni, che consiste nell'intrecciare nastri attorno a un palo in piazza, al ritmo di musiche popolari, per realizzare originali geometrie.
Il paese dopo Penna è Basciano, di origini italiche; si nota immediatamente la monumentale torre campanaria con l'orologio dedicata a San Giorgio, che permette l'accesso al borgo antico a pianta ovoidale, con la chiesa di San Flaviano, documentata già dall'XI secolo. Di fronte a questo ingresso di Porta Penta, si apre la monumentale piazza Vittorio Emanuele, con abitazioni borghesi tardo ottocentesche, e una cappella.
Scendendo lungo la statale 150, si prosegue verso Montorio, alle porte del Parco nazionale del Gran Sasso, dove si organizza la Vetrina del Parco, lungo la "strada Maestra", che collega Montorio ad Amatrice, per promuovere il territorio. All'incrocio con la provinciale 43 si va da Fano Adriano a Senarica, per raggiungere i Prati di Tivo.

### Luoghi spirituali tra il Tronto e il Vomano

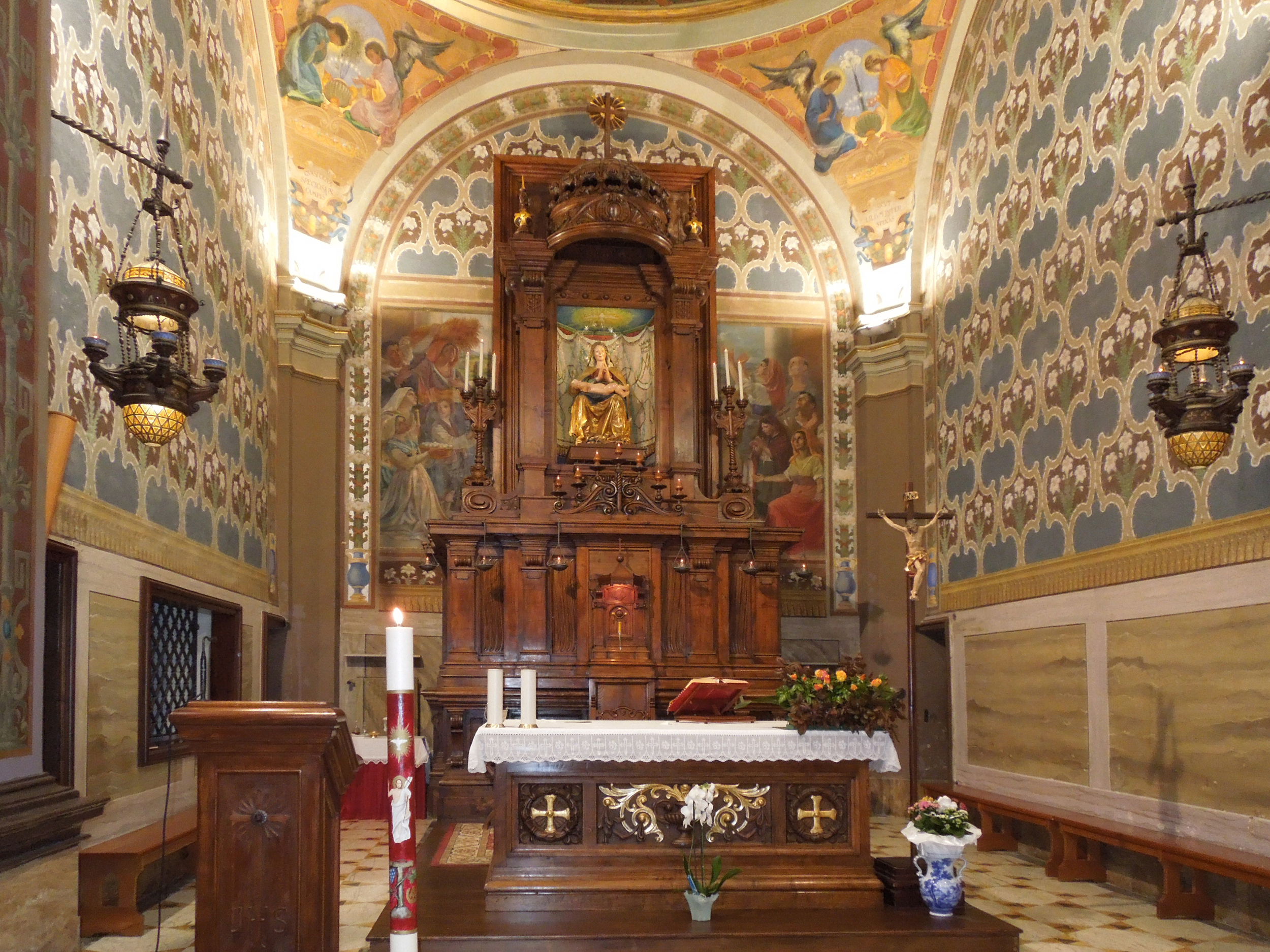
Santuario di Santa Maria dei Lumi, presbiterio

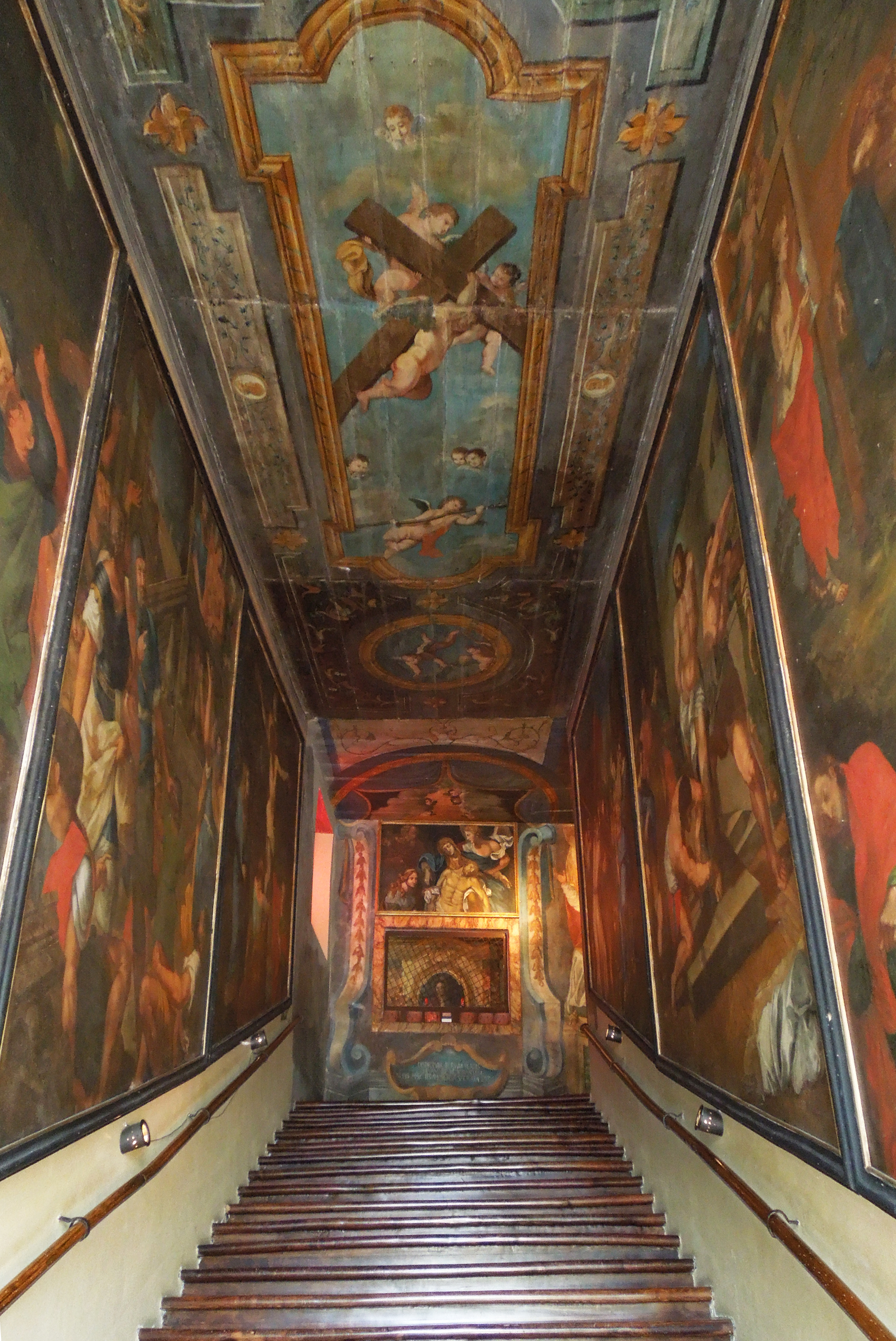
Scala Santa, Campli

Tra i più interessanti si ricordano:
- Grotta Sant'Angelo (Civitella del Tronto), presso la Riserva regionale Gole del Salinello. In località Ripe si trova questa grotta rupestre, lambita dalle acque del torrente Salinello, sul versante meridionale di Monte Girella. La grotta principale è alta 3 metri, e affonda nella roccia per 15 metri; la valenza sacrale del sito è data dalla presenza di due altari, di cui uno oggi è visibile nella lastra della mensa. Salendo alcuni gradini si accede a una finestra naturale spalancata sulla vista panoramica della valle del Salinello. La grotta fu studiata dal medico Concezio Rosa alla fine del XIX secolo, studi portati avanti poi dall'Università di Pisa, che rilevò che il sito era frequentato anche prima degli eremiti del IX secolo, con reperti ascrivibili al Paleolitico superiore.

- Santuario di Santa Maria dei Lumi: nei dintorni di Civitella, fu eretto nel XVI secolo, quando ci fu il miracolo della visione di angeli festanti attorno alla collina, come tanti lumi. Il santuario fu anche teatro di miracoli, come le piogge richieste dalla popolazione il 20 maggio 1779 e il 27 aprile 1883

- Santuario della Scala Santa: centro antico di Campli, è un piccolo santuario, privilegiato nel 1772 da papa Clemente XIV; la chiesa è dotata di un ampio salone con una scala di 28 gradini in legno di quercia, da salire in ginocchio ed a capo chino, pregando secondo il volere del pontefice che concesse il privilegio, per il perdono dei peccati. È simile alla Scala Santa originale di San Giovann in Laterano a Roma.

### Valle Siciliana
Secondo lo storico teramano Niccola Palma, la valle avrebbe questo curioso toponimo perché sarebbe stata frequentata, prima dei Pretuzi, dai Sicelioti. In seguito divenne parte della Contea di Manoppello (XI-XV secolo), sotto il patronato degli Orsini, e poi dopo la loro cacciata, nel XVI secolo divenne contea dei Mendoza, durante il viceregno spagnolo. Lungo le valli del Vomano e del Mavone si trova presso Castel Castagna il casale di Ronzano, con la chiesa di Santa Maria di Ronzano, in stile romanico, mentre più in alto verso il Gran Sasso, si trova la chiesa di San Giovanni ad insulam, alle porte di Isola del Gran Sasso.
Da Colledara la cui fama è storicamente legata a quella di Castrum Leonis Vallis Sicilianae, castello feudale e sede comunale sino al 1909, nei pressi del parco attrezzato del fiume Fiumetto, si raggiunge la cittadina di Tossicia, storica "capitale" della Valle Siciliana, con il castello Mendoza. Poco distante vi è il paese di Azzinano, il paese "dei murales", con dipinti naif di vita contadina e giochi antichi popolari. La cittadina di Isola del Gran Sasso è famoso luogo di preghiera e spiritualità per il santuario di San Gabriele dell'Addolorata, posto appena fuori dalle mura del centro antico, il quartiere San Leonardo. Dentro il paesetto si ricordano la chiesa madre di San Massimo d'Aveia, e attorno le chiesette di San Pietro, di San Giovanni ad insulam, e della Madonna delle Grazie al Casale.
Castelli

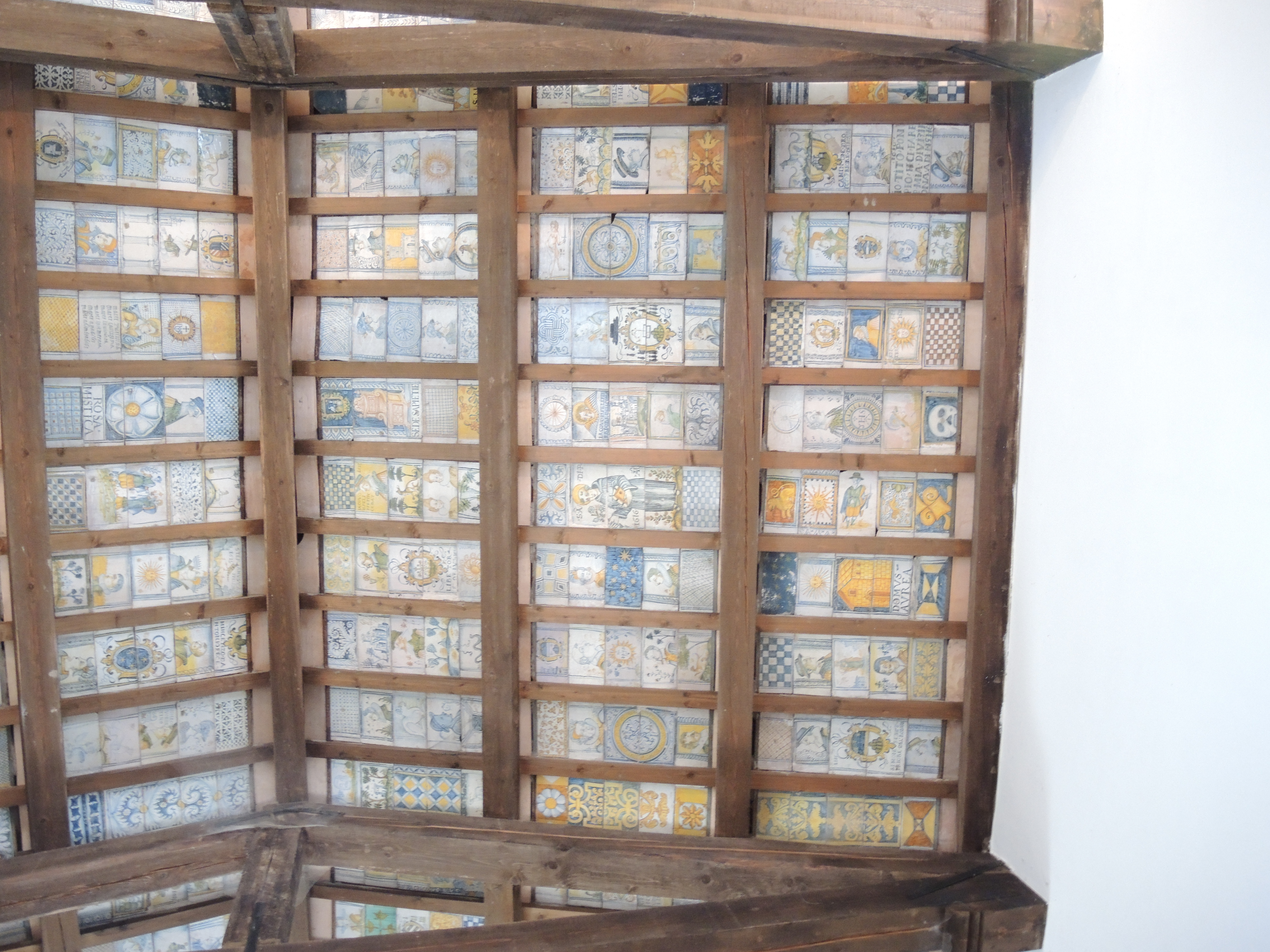
Soffitto della chiesa di San Donato, Castelli

Piccolo borgo medievale, che fa parte del club dei "Borghi più belli d'Italia", uno dei punti di accesso al Parco nazionale del Gran Sasso dalla parte sud-orientale. Il borgo è noto al livello internazionale per la lavorazione secolare delle ceramiche, una tradizione che risale al XV-XVI secolo, divenuta celebre con le famiglie Grue e Gentili. La nascita della ceramica si deve alle caratteristiche territoriali, per l'abbondante presenza d'argilla, i corsi d'acqua, i giacimenti di silice, i boschi di faggio per alimentare i forni. Tra i maestri ceramisti si ricordano Antonio Lollo, Carlo Antonio e Francescoantonio Grue, Carmine Gentili; lo stesso ex convento di Francescani è stato adibito a museo civico della Maiolica, ed è stato istituito un liceo artistico locale, specializzato nella lavorazione della maiolica policroma.
Oltre alle due chiese del paese: la parrocchia di San Giovanni e quella piccola di San Rocco, fuori dalle mura si ricorda la chiesa di San Donatoi del XVI secolo, definita da Carlo Levi "Cappella Sistina della maiolica", perché costituisce insieme al vasellame farmaceutico denominato Orsini-Colonna, il punto di partenza ideale di una produzione successiva di tessere, che godette di fama nel Regno di Napoli, e anche presso le coorti europee.

### Valle Grandi Abbazie
Piccola porzione della val Vomano posta tra l'Adriatico e le pendici del Gran Sasso, è così chiamata per la presenza di importanti monasteri benedettini. Le "grandi abbazie" sono giganti di pietra che conducono il cammino spirituale dalla costa adriatica sino al santuario di San Gabriele dell'Addolorata. Sono:
- chiesa di San Clemente al Vomano: presso la frazione Guardia Vomano (Notaresco), venne edificata nell'890 circa, la tradizione vuole che fu fondata durante la sosta dell'imperatore Ludovico II nel castello di Guardia, lo stesso imperatore che vent'anni prima fondò l'abbazia di San Clemente a Casauria sul fiume Pescara. Ludovico volle ringraziare il santo pontefice Clemente I per essere sfuggito alla congiura del duca Adelchi di Benevento. La figlia di Ludovico, Ermengarda madre di Ludovico III, apprezzò il posto di Guardia, e volle che in merito al loro salvataggio fosse eretto un cenobio benedettino a San Clemente, cui chiesero aiuto. La chiesa è uno degli esempi romanici più importanti della provincia di Teramo, insieme alla badia di San Clemente a Casauria, da cui dipese, essendo l'ultimo possedimento casauriense al confine col Contado di Penne.

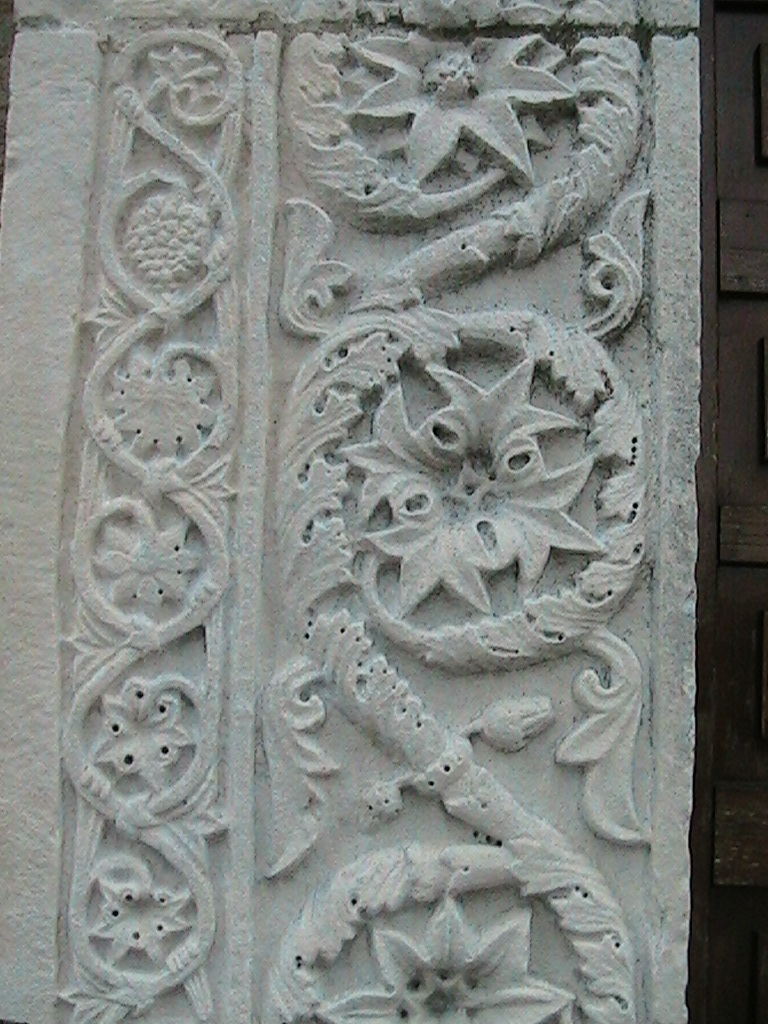
San Clemente al Vomano, dettaglio del portale

- Chiesa abbaziale di San Salvatore: si trova all'ingresso del cimitero di Canzano, era un monastero, anche se oggi rimane solo la chiesa. Risalente al XII secolo, la chiesa presenta una copertura a capanna, semplice è anche il materiale utilizzato, la pietra grezza di fiume: compaiono anche materiali di spoglio come il portale con il simbolo degli Evangelisti, e i capitelli con elemento romani. L'interno è a tre navate con un'abside semicircolare a chiudere la navata centrale, la copertura del soffitto è a capriate lignee. Le navate sono separate da colonne su pilastri che realizza profonde arcate, che sono interamente affrescate, insieme a parti delle pareti. Gli affreschi superstiti del XIV-XV secolo mostrano le scene della vita di Cristo, dei santi e profeti e degli Apostoli, e secondo alcuni sono attribuiti al Maestro di Offida

- Chiesa di Santa Maria di Ronzano: si trova in contrada Ronzano, nel comune di Castel Castagna, eretta nel 1170, nel 1183 un incendio distrusse parte della casa dei monaci, e non venne più ricostruita. Negli anni '60 la chiesa ha subito un restauro, essendo liberata dalle sovrapposizioni barocche, presenta l'esterno in laterizio, scandito da archi ciechi in pietra bianca e lesene; la facciata doveva ospitare un portico, mentre una grande finestra circolare centrale è rivolta verso il Gran Sasso. L'interno è a tre navate scandite da archi a pieno centro, e a doppio giro, con tre absidi finali, e porta ancor i segni dell'incendio del XII secolo che calcinò i pilastri cruciformi. Al 1181 risalgono gli affreschi dell'abside centrale con in scena il Cristo benedicente dentro una mandorla, sorretta da angeli sotto una teoria di santi e scene di vita di Gesù.

La chiesa custodisce anche una croce lignea a doppia traversa, rivestita in lamina dorata filigranata e decorata con gemme preziose, policrome. Nel corpo della croce è inserito il frammento ligneo della Vera Croce, venerato come reliquia. La leggenda di fondazione riguarda un contadino, che vide i buoi che portavano l'aratro inginocchiarsi verso una parte del campo, dove venne rinvenuta una croce bizantina.

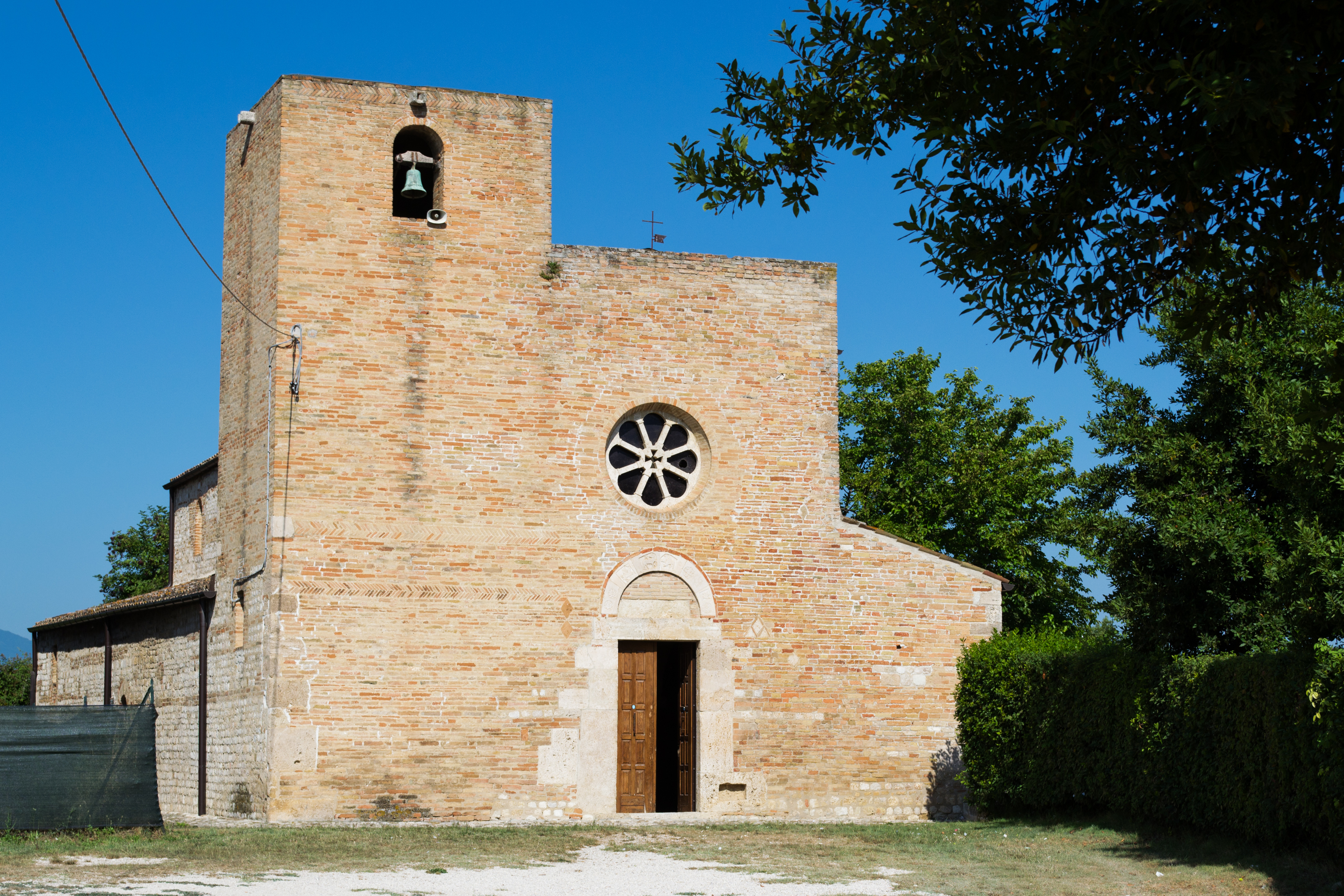
Chiesetta di Santa Maria a Vico, Sant'Omero

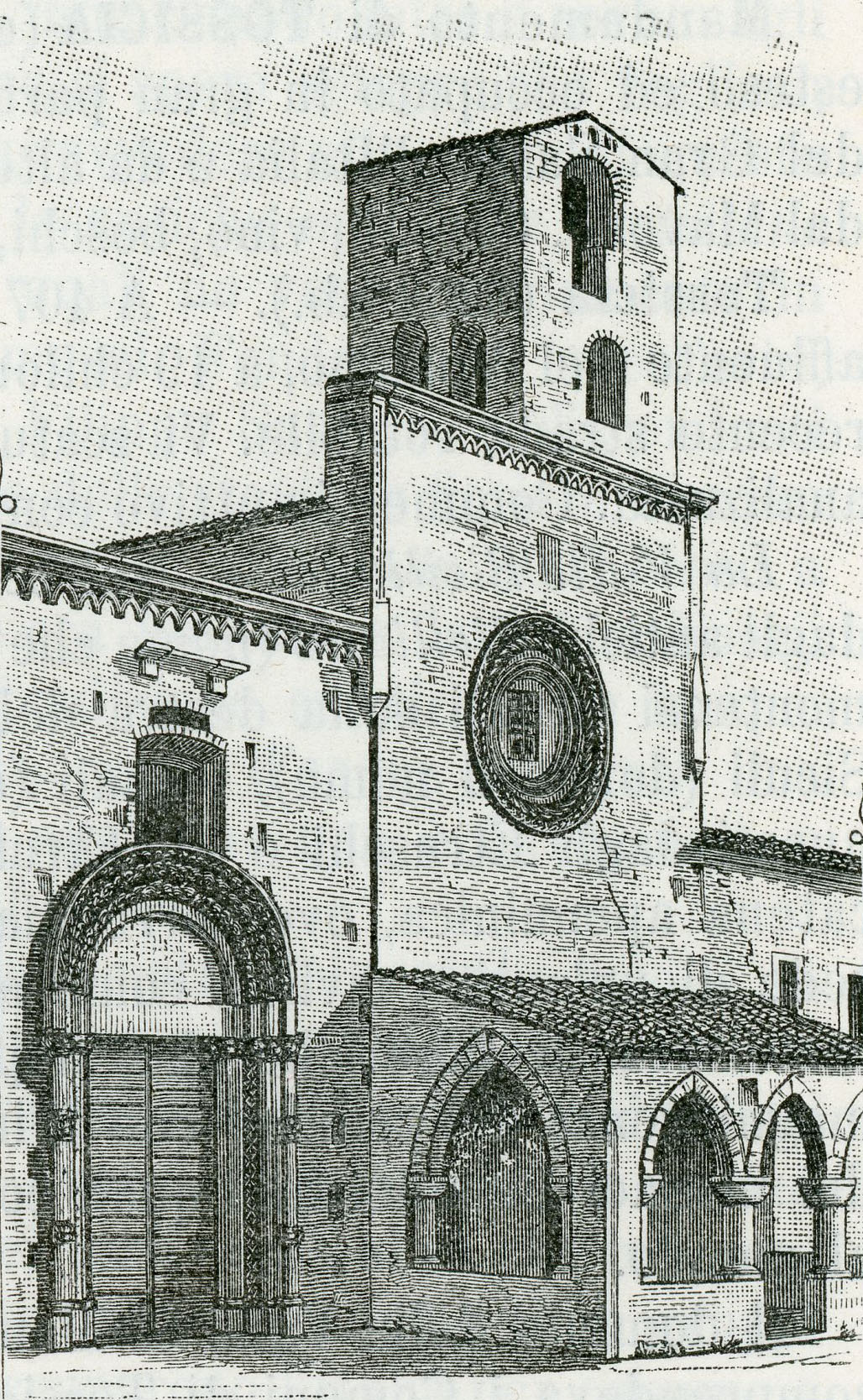
Incisione ottocentesca dell'abbazia di Santa Maria di Propezzano

- Chiesa di Santa Maria a Vico: si trova nella campagna di Sant'Omero, si tratta di un monumento storico assai importante, perché secondo i critici Carlo Ignazio Gavini e Francesco Savini, la chiesa fondata nell'XI secolo, è giunta sino ad oggi quasi integra, senza modifiche o sovrapposizioni. I documenti parlano della chiesa solo a partire dall'anno 1153 quando papa Alessandro IV firma una bolla dove viene citata; la chiesa fu realizzata in forma monumentali per essere in aperta campagna, e non essendo un'abbazia, fu fatta in un solo lavoro a tre navate, divise da sei piloni di mattoni, poggianti su semplici capitelli; nel XIV secolo fu realizzata la facciata dove venne inglobata la torre campanaria, la facciata fu abbellita da decorazioni in mattoni messi a spina di pesce, un caso unico per le facciate di chiese abruzzesi, eccettuata la facciata del duomo di San Leucio di Atessa.

Alcuni blocchi di pietra sono scolpiti a rilievo, come l'Agnello reggi croce, ossia l'Agnus Dei, con i simboli del Tetramorfo; secondo Gavini questo sarebbe un revival di elementi paleocristiani di tradizione gregoriana tratti dall'abbazia di Montecassino. L'interno a tre navate presenta tracce di affreschi sulle pareti, si riconoscono la Madonna col Bambino e un Cristo in maestà sul trono.
- Chiesa di Santa Maria di Propezzano: si trova nella campagna di Morro d'Oro, fu fondata come abbazia per un'apparizione della Vergine ai pellegrini germanici il 10 maggio 715, che tornavano dalla Terrasanta, tale apparizione è detta "della Madonna del Crognale", perché avvenuta sotto un corniolo, i pellegrini si misero sotto un piccolo alberello per trovare ristoro, questo prese a crescere divenendo un grande albero, e apparve la Madonna, chiedendo di edificare una chiesa. In facciata è possibile osservare vari elementi, la parte centrale è rettilinea nel coronamento e mostra due aperture ad oculo, un portico e la torre campanaria addossate alla parete destra; due navate interne di cui una inglobata nel convento; la facciata per i due oculi rende ben visibili gli effetti delle varie trasformazioni dal XII al XV secolo; un ricco portale romanico decora l'ingresso da destra, la "Porta Santa" viene aperta il 10 maggio di ogni anni, giorno dell'apparizione mariana; questa fu realizzata da Raimondo del Poggio, che realizzò anche il portale maggiore della Cattedrale di Santa Maria Assunta di Atri.

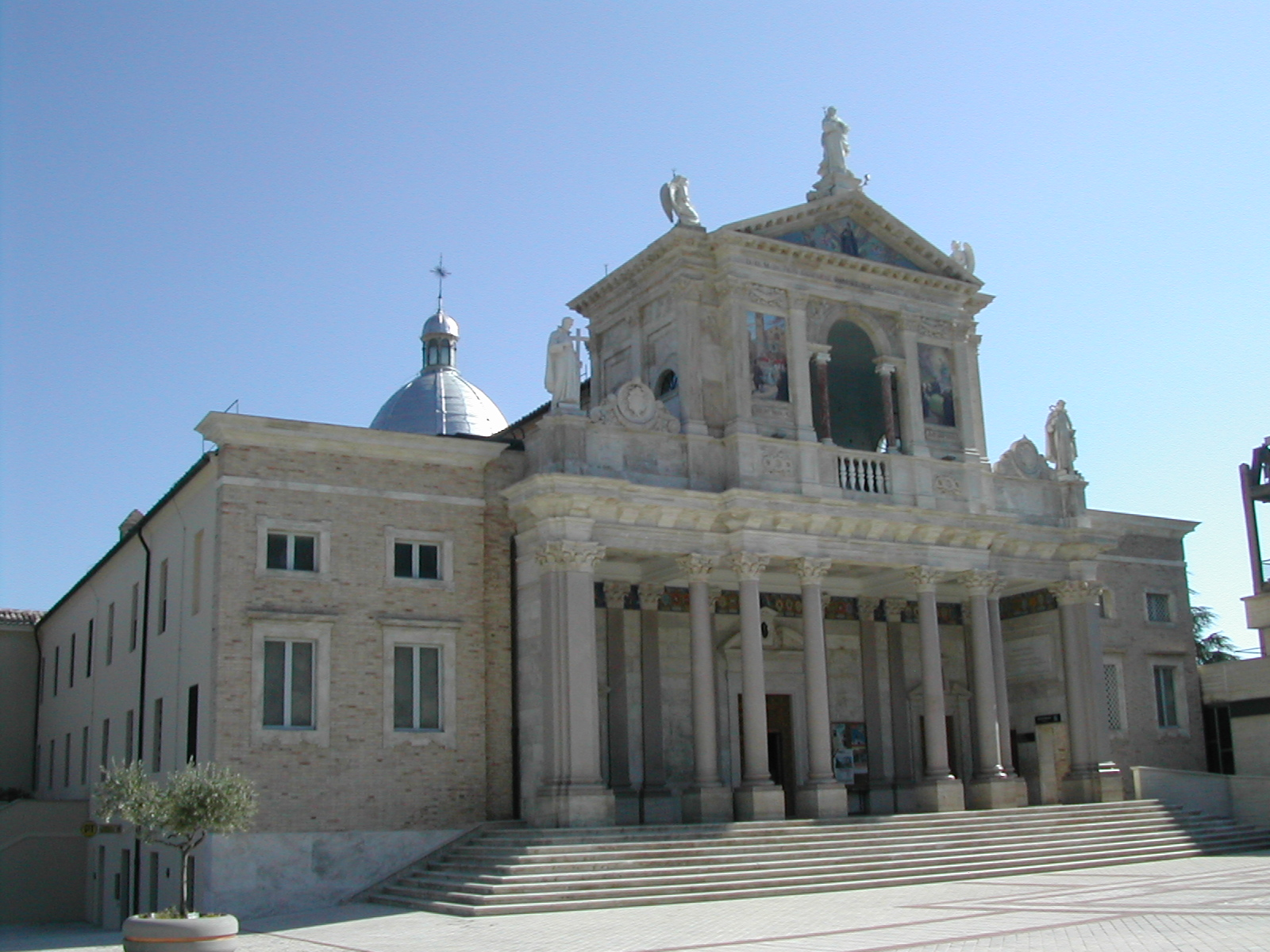
Esterno del santuario di San Gabriele dell'Addolorata

L'interno era caratterizzato forse da una sola navata, poi se ne aggiunsero le altre, di cui una mezzo occupata dal convento, sono divise da archi a tutto sesto su pilastri, le volte sono a crociera nella navata centrale; in controfacciata si apre una nicchia affrescata con la scena della Crocifissione, mentre su un pilastro si trova il bassorilievo della Madonna del Crognale. Il presbiterio risulta rialzato con archi a sesto acuto e pilastri polistili; i resti dell'abside appartengono all'edificazione romanica. Il chiostro dell'attiguo convento è a pianta quadrata, costituito da due ordini di archi, l'ordine inferiore è del X secolo, quello superiore del XVI; gli affreschi rinascimentali riguardano la leggenda dell'apparizione mariana.
- Santuario di San Gabriele dell'Addolorata: posto fuori dal paese di Isola del Gran Sasso, in origine era un convento del 1215, intitolato a San Francesco d'Assisi, eretto sopra un'antica cona dedicata all'Annunziata. Nel XVI secolo i Frati Conventuali ampliarono la struttura, nel 1859 dopo che i frati erano riuscirti a scampare alle leggi napoleoniche, vi giunse il giovane Francesco Possenti di Assi, ossia San Gabriele, che divenne uno dei Padri Passionisti, che nel frattempo avevano rilevato il monastero, e vi morì in tenera età il 27 febbraio 1862.

Nel 1892 iniziò la glorificazione di San Gabriele quando durante l'esumazione dei suoi resti avvennero dei miracoli, nel 1908 in occasione della beatificazione, l'antica chiesa venne interessata da lavori di allargamento, venne realizzata la nuova facciata in stile eclettico, nel 1920 fu eretta la cupola monumentale. Nel 1929 la chiesa fu elevata alla dignità di basilica minore da papa Pio XI. Negli anni '70 sono partiti i lavori di un nuovo e più grande santuario, edificato proprio davanti all'antico convento francescano, per dare spazio ai numerosi pellegrini, che aumentavano sempre di più, quando San Gabriele venne eretto santo patrono dell'Abruzzo. Il santuario moderno tuttavia stona completamente con la sobria ed elegante architettura eclettica dell'antico convento, decorato negli interni in stile neoromanico, ispirandosi particolarmente a quello bicromo (verde-bianco) della Toscana.

## Economia
L'economia della valle è prevalentemente agricola e industriale. Vi sono dislocate tre centrali idroelettriche dell'Enel con relativi invasi artificiali: la centrale di Provvidenza, la centrale di Piaganini e la centrale Ignazio Silone (in precedenza chiamata San Giacomo).

## Infrastrutture e trasporti
La vallata era attraversata dall'antica Via Caecilia (una diramazione della Via Salaria) che, svalicando dal Passo delle Capannelle, proseguiva verso valle diramandosi a sua volta verso Interamnia (oggi Teramo) e verso Hadria (l'attuale Atri). Ancora oggi molte strade della Val Vomano si chiamano "Via Salara" a ricordo dell'antica viabilità romana.

L'alta e media valle è attualmente percorsa dalla Statale 80. 
La media e bassa valle, da Montorio al Vomano fino all'Adriatico, è attraversata dalla Strada Statale 150.